# Musikåret 2006

## Händelser
- 8 januari – Katharina Wagner, barbarnsbarn till Richard Wagner, blir utbuad på premiären av hennes uppsättning av Triptyken.[1]
- 26 januari – Oasis uppträder på Hovet, Stockholm.[2]

- 2 mars – Operan Svall har urpremiär på Kulturhuset i Stockholm.[1]

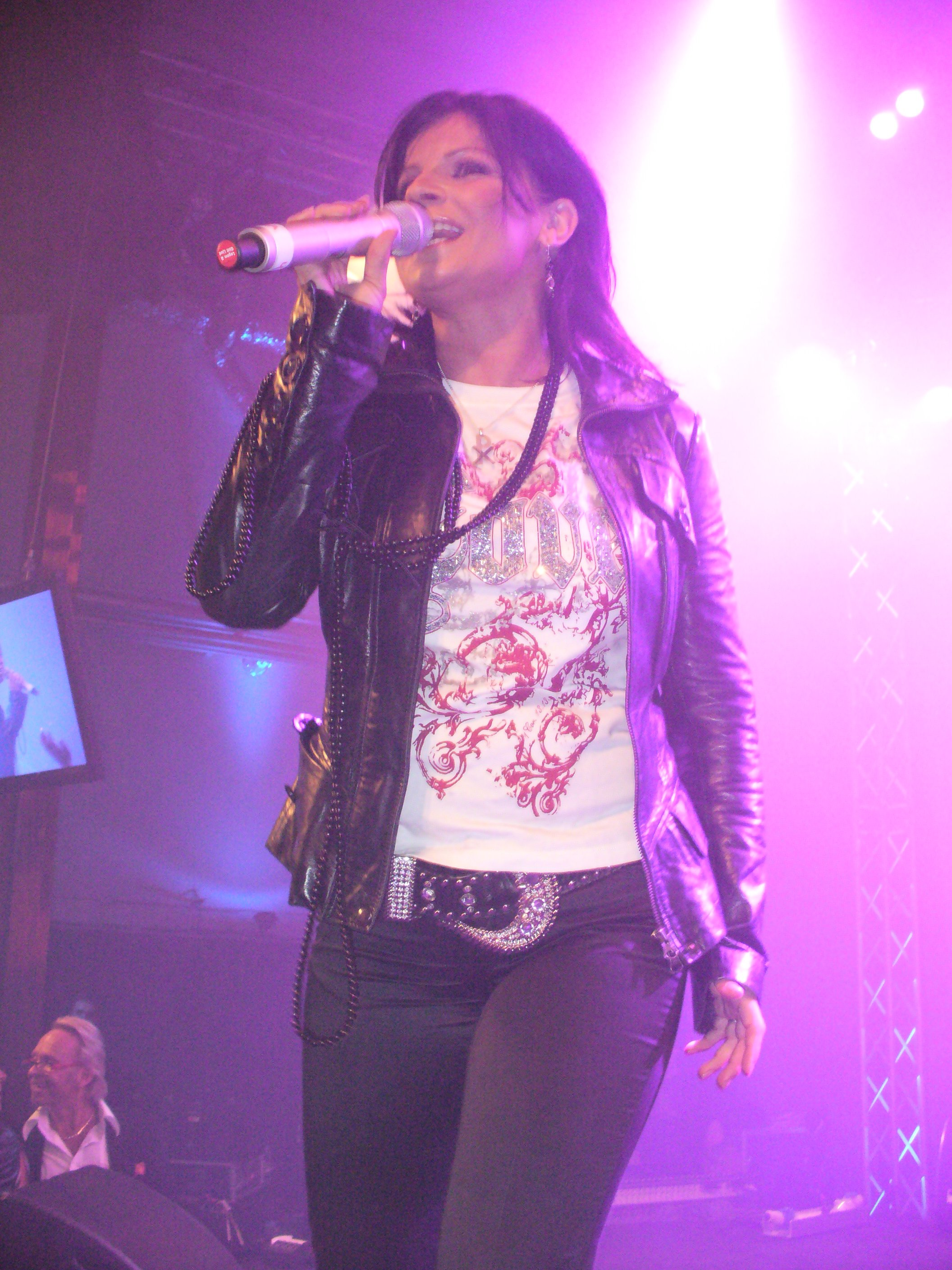
Carola Häggkvist.

- 18 mars – Låten Evighet framförd av Carola Häggkvist vinner Melodifestivalen.[3]

- 1 april – Morrissey uppträder på Scandinavium, Göteborg.[4]
- 8 april – Thor Görans framför sin sista konsert någonsin i Lycksele.[5]
- 23 april – Il Divo uppträder på Globen, Stockholm.[6]
- 27 april – Il Divo uppträder på Scandinavium, Göteborg.

- 1 maj – Ett nytt världsrekord sätts då 1 951 gitarrister spelar Hey Joe tillsammans på ett torg i Wrocław i Polen.[7]
- 14 maj – Svenska kyrkans psalmbok Psalmer i 2000-talet tas i bruk.[1]

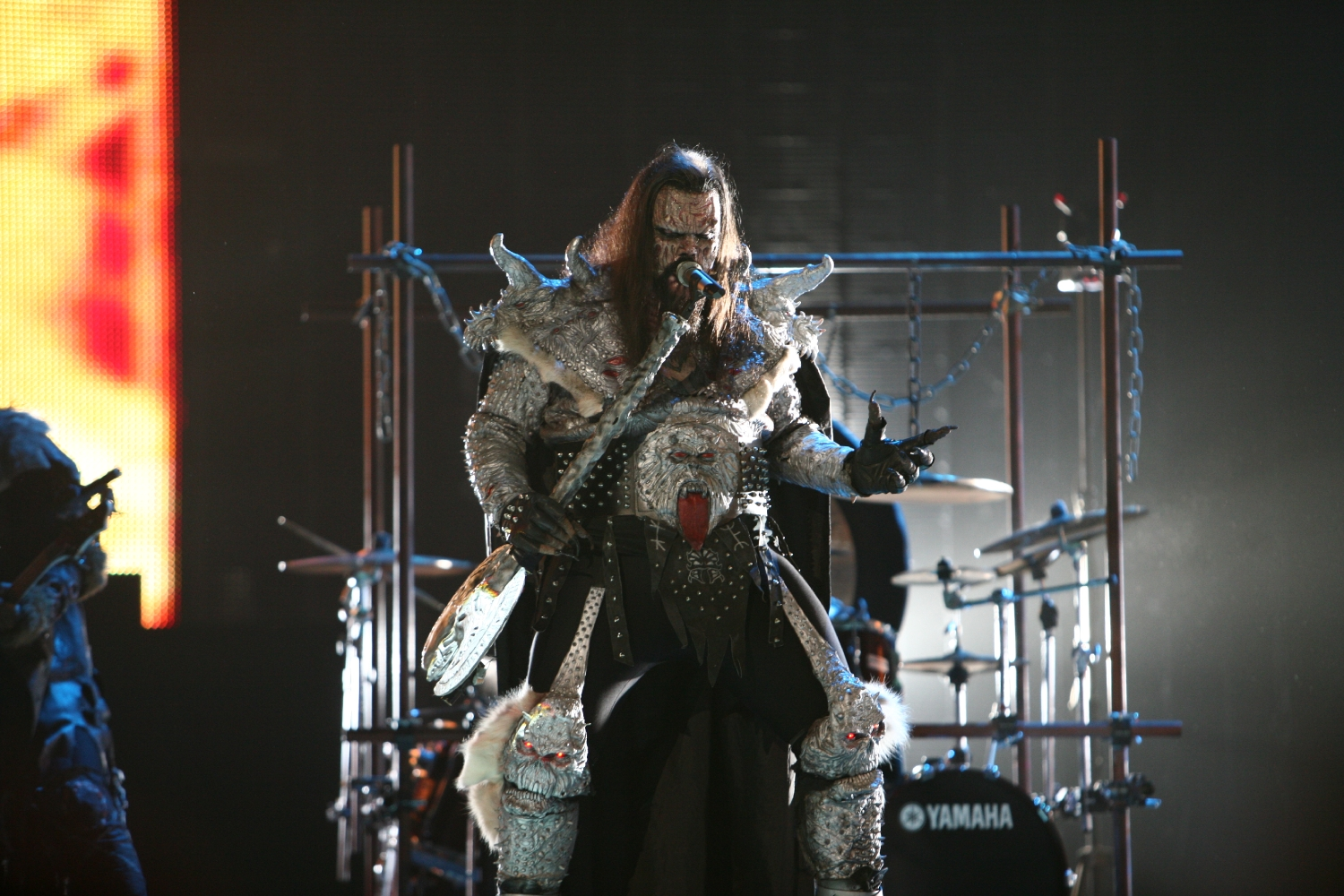
Lordi.

- 20 maj –  Låten Hard Rock Hallelujah framförd av Lordi vinner Eurovision Song Contest i Olympiahallen, Aten.[8]

- 7 juni – Världspremiär för Karlheinz Stockhausens Freude, i Milanos katedral av Esther Kooi och Marianne Smit.[9]

- 3 september – Tower of Power uppträder på Berns, Stockholm.[10]
- 16 september – Lordi uppträder på Annexet, Stockholm. Sabaton är förband.[11]

- 14 oktober – Boogart framför sin sista konsert någonsin.[12]

- 11 november – Justin Timberlakes singel "My Love" når toppen av amerikanska Billboard Hot 100.[13]
- 12 november – Keane uppträder Annexet, Stockholm.[14]
- 16 november – Snow Patrol blir första brittiska band på 13 år att ligga bland de fem främsta på amerikanska Billboard Hot 100.[15]

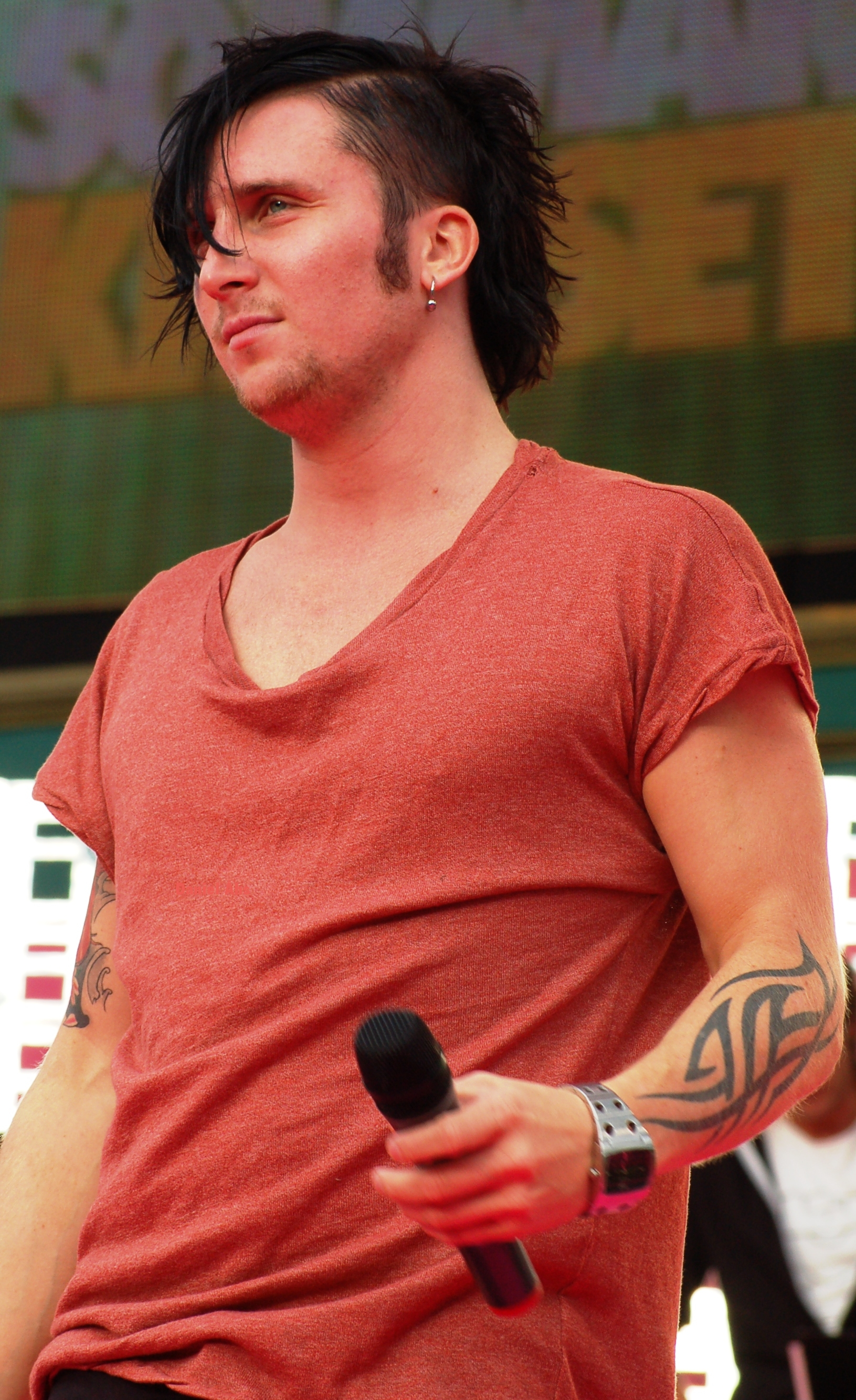
Markus Fagervall

- 1 december – Markus Fagervall vinner Idol med låten Everything Changes.[16]
- 16 december – Nina & Kim uppträder för sista gången någonsin i Helsingborg.[17]
- 29 december – Låten Inte en dag utan dig av Mona G:s orkester utses till "årets låt 2006" på Kalaslistan[18].
- 31 december – Curt Haagers uppträder för sista gången någonsin ombord på båten M/S Birka Paradise[19].

## Priser och utmärkelser
- 21 januari: P3 Guld[20]
- 5 februari: Jussi Björlingstipendiet – Harald Henrysson[21]
- 7 februari: Grammisgalan[22]
- 9 februari: Manifestgalan[23]
- 12 februari: Musikexportpriset – José González
- 13 februari: Spelmannen – Nina Stemme
- 22 februari: Årets kör – Simon Phipps vokalensemble[24]
- 17 mars: Alice Babs Jazzstipendium – Klas Lindquist[25]
- 18 mars: Jazzkatten[26]
- 23 mars: Alice Tegnér-musikpriset – Ahmadu Jah[27]
- 26 mars: Rosenbergpriset – Karin Rehnqvist
- 26 april: Tigertassen – Sven-Ingvars[28]
- 27 april: Ulla Billquist-stipendiet – Nanne Grönvall[29]
- 2 maj: Olle Adolphsons minnespris – Sven-Bertil Taube
- 4 maj: Svenska Dirigentpriset – Marie Rosenmir[30]
- 6 maj: Lunds Studentsångförenings solistpris – Katarina Dalayman[31]
- 22 maj: Polarpriset – Led Zeppelin och Valerij Gergijev[32]
- 6 juni: Litteris et Artibus - Bobo Stenson, Mats Rondin och Nils Lindberg[33]
- 7 juni: Nordiska rådets musikpris – Natasha Barrett[34]
- 9 juni: Svenska Dagbladets operapris – BouncE Streetdance Company[35]
- 11 juni: Ted Gärdestadstipendiet – David Wingren[36]
- 2 juli: Lars Gullin-priset – Fredrik Norén[37]
- 3 juli: Birgit Nilsson-stipendiet – Michael Weinius och John Lundgren[38]
- 13 juli: Fred Åkerström-stipendiet – Dan Viktor[39]
- 7 augusti: Cornelis Vreeswijk-stipendiet – Ewert Ljusberg[40]
- 31 augusti: Atterbergpriset – Gunnar Valkare
- 6 september: Monica Zetterlund-stipendiet – Ann-Kristin Hedmark och Lovisa Lindkvist[41]
- 17 september: Jan Johansson-stipendiet – Kjell Öhman[42]
- 18 september: Ejnar Westling-stipendiet – John Ulf Anderson och Håkan Steijen
- 2 oktober: Årets barn- och ungdomskörledare – Georg Riedel
- 11 oktober: Jenny Lind-stipendiet – Malin Nilsson[43]
- 18 oktober: Platinagitarren – Lars Winnerbäck[44]
- 1 november: Årets körledare – Kjell Lönnå och Karin Eklundh[45]
- 10 november: Gevalias musikpris – Sofia Jannok[46]
- 12 november: Albin Hagströms Minnespris – Arnstein Johansen[47]
- 16 november: Norrbymedaljen – Ragnar Bohlin[48]
- 22 november: Ceciliapriset – Mats Broström[49]
- 23 november: Stora Christ Johnson-priset – Maurice Karkoff
- 24 november: Jazz i Sverige – Fabian Kallerdahl[50]
- 3 december: Göran Lagervalls Musikstipendium – Harri Ihanus[51]
- 3 december: Medaljen för tonkonstens främjande – Helen Jahren, Georg Riedel, Sten Hanson och Anders Eliasson[52]
- 22 december: Kungliga Musikaliska Akademiens Jazzpris – Joakim Milder[53]

## Årets album
Soloartister är sorterade på efternamn, om de inte använder artistnamn utan efternamn. Musikgrupper är sorterade på första bokstaven (utan engelskans artiklarna "The" och "A").

### #
- 047 – Robopop (Vi tar CDn dit vi kommer)

### A – G
- Christina Aguilera – Back to Basics[54]
- Nancy Ajram – Yatabtab...Wa Dalla'
- Lily Allen – Alright, Still[55]
- All Saints – Studio 1[56]
- Amon Amarth – With Oden on Our Side[57]
- The Animal Five – The Animal Five[58]
- Anti-Flag – For Blood and Empire
- Arctic Monkeys – Whatever People Say I Am, That's What I'm Not[59]
- Gunilla Backman – Nära mig
- Band of Horses – Everything All the Time[60]
- Basshunter – LOL <(^^,)>[61]
- Linda Bengtzing – Ingenting att förlora[62]
- Beyoncé – B'day[63]
- Billy Talent – Billy Talent II[64]
- The Black Keys – Magic Potion[65]
- Blind Guardian – A Twist In The Myth[66]
- Andrea Bocelli – Amore
- Bo Kaspers orkester – Hund[67]
- Bonnie "Prince" Billy – The Letting Go[68]
- Borknagar – Origin
- Breaking Benjamin – Phobia
- BWO – Halcyon Days[69]
- By night – A New Shape of Desperation
- Camera Obscura – Let's Get Out of This Country[70]
- Jarvis Cocker – Jarvis[71]
- Cannibal Corpse – Kill[72]
- Magnus Carlsson – Magnus Carlsson[73]
- The Carnation – Human Universals
- Carnal Grief – Nine shades of pain
- Rosanne Cash – Black Cadillac[74]
- Chicago – Chicago XXX
- Chilly Friday – M/S Kalaallit Nunaat
- Shirley Clamp – Favoriter på svenska[75]
- The Concretes – In Colour[76]
- The Corrs – Home
- Graham Coxon – Love Travels at Illegal Speeds[77]
- Cult of Luna – Somewhere Along the Highway[78]
- Da Buzz – Last goodbye[79]
- Darin – Break The News[80]
- Ray Davies – Other People's Lives[81]
- Deicide – The Stench of Redemtion
- Dion – Bronx in Blue
- Dismember – The God That Never Was[82]
- Dissection – Reinkaos
- Bob Dylan – Modern Times[83]
- Eamon – Love & Pain[84]
- Lisa Ekdahl – Pärlor av glas[85]
- El Perro Del Mar – El Perro Del Mar[86]
- Enter the Hunt – For Life. 'Til Death. To Hell. With Love.
- Erasure – Union Street[87]
- Ali Farka Touré – Savane[88]
- Stacy Ferguson – The Dutchess[89]
- The Flaming Lips – At War with the Mystics[90]
- Ebba Forsberg – Ebba Forsberg[91]
- Nelly Furtado – Loose[92]
- Charlotte Gainsbourg – 5:55[93]
- General Knas – Äntligen har rika människor fått det bättre
- David Gilmour – On an Island[94]
- Girls Aloud – The Sound of Girls Aloud[95]
- Gnarls Barkley – St. Elsewhere[96]
- Goo Goo Dolls – Let Love In[97]

### H – R
- Alf Hambe – I sommarn sena
- Hay & Stone – Making Waves
- Staffan Hellstrand – Motljus[98]
- Paris Hilton – Paris[99]
- Holy Madre – Holy Madre
- Carola Häggkvist – Från nu till evighet
- I'm from Barcelona – Let Me Introduce My Friends[100]
- In Flames – Come Clarity[101]
- Irmelin – Kärligheten
- Iron Maiden – A Matter of Life and Death[102]
- Patrik Isaksson – Patrik Isaksson[103]
- Jagged Edge – Jagged Edge[104]
- Jerusalem – Tretti
- Elton John – Captain Fantastic and the Kid[105]
- Jill Johnson – The Woman I've Become[106]
- Kalle Baah – Bråda dagar
- Katatonia – The Great Cold Distance[107]
- Khoma – The Second Wave[108]
- The Killers – Sam's Town[109]
- Killing Joke – Hosannas from the Basement of Hell
- The Knife – Silent Shout[110]
- Mark Knopfler & Emmylou Harris – All the Roadrunning[69]
- Diana Krall – From This Moment On[111]
- Kris Kristofferson – This Old Road[112]
- Laleh – Prinsessor[113]
- Tomas Ledin – Plektrum[114]
- Liars – Drum's Not Dead[115]
- Krister Linder – Songs From The Silent Years[116]
- Lill Lindfors – Här är den sköna sommar
- Live – Songs from Black Mountain
- Lordi – The Arockalypse
- Courtney Love – How Dirty Girls Get Clean
- Veronica Maggio – Vatten och bröd[117]
- Mando Diao – Ode to Ochrasy[63]
- Matchbook Romance – Voices[118]
- Matisyahu – Youth[119]
- Meat Loaf – Bat Out of Hell III: The Monster Is Loose[120]
- Melody Club – Scream[121]
- Ministry – Rio Grande Blood[122]
- Morrissey – Ringleader of the Tormentors[90]
- Mudhoney – Under a Billion Suns[123]
- Muse – Black Holes And Revelations [124]
- My Chemical Romance – The Black Parade[125]
- New York Dolls – One Day It Will Please Us to Remember Even This[126]
- Sanna Nielsen – Nära mej, nära dej
- NOFX – Wolves in Wolves' Clothing[127]
- Nåra – Om[128]
- Gilbert O'Sullivan – A Scruff At Heart
- Orup – Faktiskt[129]
- Anne Sofie von Otter – I Let the Music Speak[130]
- Outkast – Idlewild[83]
- Nerina Pallot – Fires
- Helena Paparizou – The Game of Love[131]
- Pearl Jam – Pearl Jam[132]
- Charlotte Perrelli – I din röst[133]
- Pet Shop Boys – Fundamental[134]
- Peter Bjorn and John – Writer's Block[135]
- Phoenix – It's Never Been Like That[136]
- Pink – I'm Not Dead[137]
- The Pipettes – We Are the Pipettes[138]
- Placebo – Meds[139]
- P.O.D. – Testify
- The Poodles – Metal Will Stand Tall[140]
- Queensrÿche – Operation: Mindcrime II
- The Raconteurs – Broken Boy Soldiers[141]
- The Radio Dept. – Pet grief[69]
- Raised Fist – Sound of the Republic
- Nina Ramsby & Martin Hederos – Jazzen[142]
- Ranarim – Morgonstjärna[143]
- Red Hot Chili Peppers – Stadium Arcadium[144]
- Revolting Cocks – Cocked and Loaded
- Rihanna – A Girl Like Me[145]

### S – Ö
- Sabaton – Attero Dominatus
- Joe Satriani – Super Colossal
- Scissor Sisters – Ta-dah[146]
- Sebastian – Sebastian[147]
- Neil Sedaka – The Miracle of Christmas
- Frida Selander – Be the Knight[148]
- Sepultura – Dante XXI[149]
- Duncan Sheik – White Limousine
- Émilie Simon – Végétal
- Paul Simon – Surprise[73]
- Snow Patrol – Eyes Open[150]
- Soledad Brothers – The Hardest Walk
- Sonic Youth – Rather Ripped[151]
- The Sounds – Dying to Say This to You[152]
- Sparks – Hello Young Lovers[153]
- Bubba Sparxxx – The Charm[154]
- Spawn of Possession – Noctambulant
- Bruce Springsteen – We Shall Overcome: The Seeger Sessions[155]
- The Strokes – First Impressions of Earth[156]
- Sugarplum Fairy – First round first minute[157]
- Taylor Swift – Taylor Swift[158]
- Takida – Make You Breath
- Tenacious D – The Pick of Destiny[159]
- Anna Ternheim – Separation Road[160]
- This Will Destroy You – Young Mountain[161]
- Tiga – Sexor[153]
- Justin Timberlake – FutureSex/LoveSounds[162]
- Viktoria Tolstoy – Pictures of Me[163]
- Tremor – This is Primitive Hate
- Tool – 10.000 Days[164]
- Too Short – Pimpin' Inc.
- Toto – Falling in Between[153]
- TV on the Radio – Return to Cookie Mountain[165]
- Rebecka Törnqvist – Melting Into Orange[166]
- Shayne Ward – Shayne Ward[167]
- Van Morrisson – Pay The Devil[168]
- Velvet – Finally
- Velvet Revolver – Libertad[169]
- West of Eden – Four[170]
- Westlife – The Love Album[171]
- Amy Winehouse – Back to Black[172]
- Wizex – Wizexponerad[173]
- Weird Al Yankovic – Straight outta Lynwood[174]
- Yeah Yeah Yeahs – Show Your Bones[90]
- Yellowcard – Lights and Sounds
- Yo La Tengo – I Am Not Afraid of You and I Will Beat Your Ass[162]
- Neil Young – Living With War[175]

## Årets singlar och hitlåtar

### Listettor
Top 10 Svensktoppen
- 8–15 januari: Bodies Without Organs – Sunshine in the Rain (2v)
- 22 januari: Agnes – Right Here, Right Now (My Heart Belongs To You) (1v)
- 29 januari–12 februari: Bodies Without Organs – Sunshine in the Rain (3v)
- 19 februari–19 mars: Benny Anderssons Orkester med Helen Sjöholm – Du är min man (5v)
- 26 mars–2 april: Bodies Without Organs – Sunshine in the Rain (2v)
- 9 april–18 juni: Andreas Johnson – Sing For Me (11v)
- 25 juni–1 oktober: Benny Anderssons Orkester med Helen Sjöholm & Tommy Körberg – Det är vi ändå (15v)
- 8 oktober–31 december: Martin Stenmarck – 7milakliv (13v)

## Sverigetopplistan2006
| Datum                  | Låttitel                                        | Artist/grupp      | Bakgrund            |
| ---------------------- | ----------------------------------------------- | ----------------- | ------------------- |
| 19 januari 2006 (1v)   | Hung Up                                         | Madonna           | USA                 |
| 26 januari 2006 (1v)   | Right Here, Right Now (My Heart Belongs To You) | Agnes             | Sverige             |
| 2 februari 2006 (1v)   | Goodbye My Lover                                | James Blunt       | Storbritannien      |
| 9 februari 2006 (4v)   | Do What You're Told                             | Sebastian         | Sverige             |
| 9 mars 2006 (1v)       | Last Goodbye                                    | Da Buzz           | Sverige             |
| 15 mars 2006 (1v)      | Lev livet!                                      | Magnus Carlsson   | Sverige             |
| 23 mars 2006 (2v)      | Evighet                                         | Carola            | Sverige             |
| 6 april 2006 (1v)      | Temple of Love                                  | BWO               | Sverige             |
| 13 april 2006 (1v)     | Evighet                                         | Carola            | Sverige             |
| 20 april 2006 (1v)     | Temple Of Love                                  | BWO               | Sverige             |
| 27 april 2006 (3v)     | Rain                                            | Ola Svensson      | Sverige             |
| 18 maj 2006 (1v)       | Lovegun / Nightfever                            | Andreas Lundstedt | Sverige             |
| 25 maj 2006 (10v)      | Who's da Man                                    | Elias feat. Frans | Sverige             |
| 3 augusti 2006 (1v)    | Boten Anna                                      | Basshunter        | Sverige             |
| 10 augusti 2006 (1v)   | Heroes                                          | Helena Paparizou  | Sverige ( Grekland) |
| 17 augusti 2006 (1v)   | Boten Anna                                      | Basshunter        | Sverige             |
| 24 augusti 2006 (2v)   | The Reincarnation Of Benjamin Breeg             | Iron Maiden       | Storbritannien      |
| 7 september 2006 (1v)  | Everytime We Touch                              | Cascada           | Tyskland            |
| 14 september 2006 (3v) | 7milakliv                                       | Martin Stenmarck  | Sverige             |
| 5 oktober 2006 (1v)    | Oh Father                                       | Linda Sundblad    | Sverige             |
| 12 oktober 2006 (7v)   | 7milakliv                                       | Martin Stenmarck  | Sverige             |
| 30 november 2006 (1v)  | I Don't Feel Like Dancin'                       | Scissor Sisters   | USA                 |
| 7 december 2006 (7v)   | Everything Changes                              | Markus Fagervall  | Sverige             |

Top 20 Tracks
- 7 januari: Agnes – Right Here, Right Now (My Heart Belongs To You) (1v)
- 14 januari–4 februari: Coldplay – Talk (4v)
- 11 februari: The Cardigans – Don't Blame Your Daughter (Diamonds) (1v)
- 18 februari–11 mars: Sebastian – Do What You're Told (4v)
- 18 mars: Håkan Hellström – Jag hatar att jag älskar dig och jag älskar dig så mycket att jag hatar mig (1v)
- 25 mars–22 april: Andreas Johnson – Sing For Me (5v)
- 29 april–20 maj: Shakira feat. Wyclef Jean – Hips Don't Lie (4v)
- 27 maj–10 juni: Lordi – Hard Rock Hallelujah (3v)
- 17 juni: Basshunter – Boten Anna (1v)
- 24 juni–19 augusti: Sommartoppen
- 26 augusti: Nelly Furtado – Maneater (1v)
- 2 september: Lisa Miskovsky – Mary (1v)
- 9 september: Marit Bergman – No Party (1v)
- 16 september–21 oktober: Mando Diao – Long Before Rock 'n' Roll (6v)
- 28 oktober: Martin Stenmarck – 7milakliv (1v)
- 4–11 november: Scissor Sisters – I Don't Feel Like Dancin' (2v)
- 18 november–2 december: Justin Timberlake feat. T.I. – My Love (3v)
- 9–16 december: U2 & Green Day – The Saints Are Coming (2v)

Top 10 Sommartoppen
- 1 juli: Lordi – Hard Rock Hallelujah (1v)
- 8–22 juli: Basshunter – Boten Anna (3v)
- 29 juli: Mange Schmidt – Glassigt (1v)
- 5 augusti: Basshunter – Boten Anna (1v)
- 12 augusti: The Poodles – Metal Will Stand Tall (1v)
- 19 augusti: Mange Schmidt – Glassigt (1v)

### Övriga singlar
Sorterade efter högsta placering på Hitlistan.
- 2. Bob Sinclar feat. Gary Pine – Love Generation (2006-01-26, 20v)
- 2. Takida – Losing (2006-02-09, 6v)
- 2. Thåström – Om Black Jim (2006-02-23, 4v)
- 2. Marie Serneholt – That's The Way My Heart Goes (2006-03-02, 19v)
- 2. Linda Bengtzing – Jag ljuger så bra (2006-03-16, 20v)
- 2. The Poodles – Night of Passion (2006-03-23, 21v)
- 2. Pimp Diddy – Casanova (2006-03-30, 16v)
- 2. Red Hot Chili Peppers – Dani California (2006-05-11, 21v)
- 2. Amy Diamond – Don't Cry Your Heart Out (2006-05-18, 19v)
- 2. Magnus Carlsson – Mellan vitt och svart (2006-05-18, 4v)
- 2. United DJ's vs. Pandora – Trust Me (2006-09-14, 34v)
- 2. Agnes – Kick Back Relax (2006-09-28, 13v)
- 2. Roxette – One Wish (2006-10-12, 13v)
- 2. Christina Aguilera – Hurt (2006-10-12, 22v)
- 2. Europe – Always The Pretenders (2006-10-19, 4v)
- 2. Holly Dolly – Dolly Song (Ieva's Polka) (2006-11-16, 19v)
- 2. Magnus Carlsson – Wrap Myself In Paper (2006-11-30, 4v)
- 2. Emilia Rydberg – Var minut (2006-12-14, 20v)
- 2. Linda Sundblad – Lose You (2006-12-21, 7v)
- 3. Simple Plan – Untitled (How Could This Happen To Me?) (2006-02-02, 17v)
- 3. Petter – Det går bra nu (2006-02-23, 15v)
- 3. Ch!pz – Ch!pz In Black (Who You Gonna Call) (2006-02-23, 14v)
- 3. Rednex – Mama, Take Me Home (2006-03-16, 22v)
- 3. Ch!pz – Cowboy (2006-04-13, 11v)
- 3. The Kristet Utseende – Inferno Pervers (2006-05-11, 3v)
- 3. Caracola – Sommarnatt (2006-06-15, 9v)
- 3. Kent – Nålens öga (2006-06-29, 20v)
- 3. Backyard Babies – Dysfunctional Professional (2006-07-06, 2v)
- 3. Paris Hilton – Stars Are Blind (2006-07-20, 13v)
- 3. Akon feat. Eminem – Smack That (2006-10-12, 28v)
- 3. Darin – Perfect (2006-10-26, 12v)
- 3. Sebastian – Words And Violence (2006-12-07, 8v)
- 4. Darin – Want Ya! (2006-02-02, 16v)
- 4. Andrés Esteche – Ängel (2006-03-16, 7v)
- 4. Anna Book – Andalucia (2006-03-23, 11v)
- 4. Gnarls Barkley – Crazy (2006-04-27, 34v)
- 4. Richard Herrey – Hon kom till mig (2006-06-01, 3v)
- 4. Hello Saferide – Would You Let Me Play This EP 10 Times A Day? (2006-06-22, 4v)
- 4. 250 kg Kärlek – Naken (2006-07-06, 10v)
- 4. Shayne Ward – No Promises (2006-07-13, 20v)
- 4. Lucas Prata – And She Said... (2006-07-20, 18v)
- 4. After Dark – Kom ut (2006-08-10, 8v)
- 4. Justin Timberlake – SexyBack (2006-09-07, 23v)
- 4. Timo Räisänen – Let's Kill Ourselves A Son (2006-09-14, 2v)
- 4. Ola – Brothers (2006-10-05, 3v)
- 4. Westlife – The Rose (2006-11-09, 15v)
- 4. Rednex – Fe Fi (2006-11-30, 7v)
- 5. Dani:d – The Way I Am (2006-02-09, 2v)
- 5. Velvet – Mi amore (2006-03-16, 15v)
- 5. Sandra Dahlberg – Jag tar det jag vill ha (2006-03-23, 15v)
- 5. Helena Paparizou – Mambo! (2006-04-20, 25v)
- 5. Tomas Ledin – Vi är på gång – VM 2006 (2006-05-25, 7v)
- 5. Cosmo4 – Adios Amigos (2006-09-07, 6v)
- 5. Basic Element – I'll Never Let You Know (2006-09-07, 8v)
- 5. P!nk – U + Ur Hand (2006-10-05, 20v)
- 5. Caracola – Glömmer bort mig (2006-10-19, 6v)
- 5. Nelly Furtado – All Good Things (Come To An End) (2006-11-23, 23v)
- 6. Lutricia McNeal – Best Of Times (2006-02-09, 5v)
- 6. Clark – I Don't Need You (2006-03-09, 3v)
- 6. Jessica Andersson – Kalla nätter (2006-03-16, 9v)
- 6. Magnus Bäcklund – The Name of Love (2006-03-23, 8v)
- 6. Johan Östberg – Something Beautiful (2006-04-27, 6v)
- 6. Shirley Clamp – När kärleken döds (2006-05-04, 23v)
- 6. Veronica Maggio – Nöjd? (2006-07-13, 13v)
- 6. Rihanna – Unfaithful (2006-08-31, 13v)
- 6. Hammerfall – Natural High (2006-09-28, 6v)
- 6. Basshunter – Vi sitter i Ventrilo och spelar DotA (2006-09-28, 20v)
- 6. Take That – Patience (2006-11-16, 16v)
- 6. September – Cry For You (2006-12-14, 17v)
- 7. Madonna – Sorry (2006-03-02, 18v)
- 7. Nina Rochelle – Måndagsfolket (2006-04-06, 2v)
- 7. Nouveau Riche – Hardcore Life (2006-04-20, 9v)
- 7. Mikeyla feat. The Metal Forces – Glorious (2006-06-15, 4v)
- 7. Galaxy feat. Deejay Jay – Fell In Love With An Alien (2006-06-15, 15v)
- 7. Akcent – JoKero (2006-06-22, 7v)
- 7. Linda Bengtzing – Kan du se (2006-07-13, 1v)
- 7. Ana Johnsson – Days of Summer (2006-08-03, 2v)
- 7. The Poodles – Song For You (2006-10-12, 11v)
- 7. Neverstore – So Much Of Not Enough (2006-12-21, 1v)
- 7. Eric Prydz vs. Floyd – Proper Education (2006-12-28, 14v)
- 8. Fronda – Gå härifrån (2006-02-23, 3v)
- 8. Caracola – Överallt (2006-03-02, 13v)
- 8. Morrissey – You Have Killed Me (2006-03-30, 5v)
- 8. Rigo – Cool (2006-04-06, 3v)
- 8. Therése Niamé – Not Easy (2006-06-01, 6v)
- 8. Fanclub – Henrik Larsson (2006-06-29, 12v)
- 8. Patrik Isaksson & Dea – Innan klockan slår (2006-08-24, 2v)
- 9. Bo Kaspers Orkester – I samma bil (2006-09-07, 16v)
- 9. Melanie C – First Day of My Life (2006-02-16, 24v)
- 9. Richard Herrey – Jag e kung (2006-03-09, 5v)
- 9. Cameron feat. Khaled – Henna (2006-06-07, 11v)
- 10. Pet Shop Boys – I'm With Stupid (2006-05-18, 6v)
- 10. Joachim Rogalski/Ström – Varandra (2006-06-22, 1v)
- 10. Cascada – Miracle (2006-09-14, 19v)
- 10. Ana Johnsson – Exception (2006-10-19, 1v)
- 10. Sunrise Avenue – Fairytale Gone Bad (2006-10-19, 29v)
- 10. Depeche Mode – Martyr (2006-11-09, 7v)
- 11. Beyoncé feat. Slim Thug – Check On It (2006-02-02, 12v)
- 11. Edith – Much To Cry About (2006-02-09, 2v)
- 11. Nanne – Många karlar lite tid (2006-02-16, 5v)
- 11. Anna S – Love You Forever (2006-04-13, 4v)
- 11. Friska Viljor – Gold (2006-05-11, 2v)
- 11. Crazy Frog – We Are The Champions (2006-06-01, 21v)
- 11. Da Buzz – Without Breaking (2006-08-03, 3v)
- 11. Beyoncé feat. Jay-Z – Déjà Vu (2006-08-31, 6v)
- 11. Sveriges Cultband feat. King Cowboy & Igloo – Slå brännvin i vårt krus (2006-09-21, 11v)
- 11. Helena Paparizou – Gigolo (2006-11-23, 13v)
- 12. Sunblock – I'll Be Ready (2006-01-26, 14v)
- 12. I'm From Barcelona – Don't Give Up On Your Dreams, Buddy! (2006-02-23, 13v)
- 12. Patrik Isaksson – Faller du så faller jag (2006-03-16, 20v)
- 12. Rihanna – SOS (2006-04-20, 21v)
- 12. Kiim – Never Believe (2006-06-22, 10v)
- 12. Thåström – Sönder Boulevard (2006-07-06, 5v)
- 12. Loco Loco – Mosquito (2006-07-13, 11v)
- 12. Hoffmaestro – Young Dad (2006-07-20, 2v)
- 12. Tegomass – Miso Soup (2006-11-23, 2v)
- 13. Nick Lachey – What's Left Of Me (2006-06-08, 17v)
- 13. Rigo feat. Dogge Doggelito – Vamos a bailar (2006-07-27, 3v)
- 13. Fergie – London Bridge (2006-09-28, 10v)
- 13. Basshunter – Jingle Bells (2006-12-14, 4v)
- 14. Veronica Maggio – Dumpa mig (2006-03-30, 11v)
- 14. Tomas Ledin – Gilla läget (2006-04-20, 17v)
- 14. Bob Sinclar feat. Steve Edwards – World, Hold On (Children Of The Sky) (2006-05-25, 17v)
- 14. Raymond & Maria – Storstadskvinnor faller ner och dör (2006-09-14, 5v)
- 14. Bob Sinclar & Cutee-B feat. Dollarman & Big Ali & Makedah – Rock This Party (Everybody Dance Now) (2006-09-28, 19v)
- 14. Weird Al Yankovic – White & Nerdy (2006-10-19, 15v)
- 15. West End Girls – West End Girls (2006-01-19, 4v)
- 15. Timo Räisänen – Fear No Darkness, Promised Child (2006-02-23, 3v)
- 15. The Pussycat Dolls feat. will.i.am – Beep (2006-03-16, 24v)
- 15. Andra generationen – Heja Sverige (2006-06-08, 4v)
- 15. Madonna – Get Together (2006-06-29, 9v)
- 15. Christina Aguilera – Ain't No Other Man (2006-08-10, 13v)
- 15. Consequences – Release Me From Love (2006-09-28, 1v)
- 15. Melody Club – Destiny Calling (2006-10-19, 18v)
- 16. The Radio Dept. – Worst Taste In Music (2006-03-23, 4v)
- 16. P!nk – Stupid Girls (2006-03-23, 18v)
- 16. Caj Karlsson & Världens Bästa Band – Resan når sitt slut (2006-06-01, 5v)
- 16. Robbie Williams – Rudebox (2006-09-14, 4v)
- 16. Nelly Furtado feat. Timbaland – Promiscuous (2006-09-28, 10v)
- 16. BYZ – Karatefylla (2006-12-07, 17v)
- 17. Sean Paul – Ever Blazin' (2006-01-26, 7v)
- 17. Datafork – Beautiful (2006-10-05, 2v)
- 17. Clark – Whatever (2006-12-07, 1v)
- 17. Akon feat. Snoop Dogg – I Wanna Love You (2006-12-21, 13v)
- 18. Sugababes – Ugly (2006-02-02, 8v)
- 18. Björn Kjellman – Älskar du livet (2006-03-23, 18v)
- 18. Bliz – Supergirl (2006-10-05, 3v)
- 18. JoJo – Too Little Too Late (2006-11-23, 13v)
- 19. Roenik – Unique (2006-02-16, 2v)
- 19. Anna Sahlene – This Woman (2006-03-02, 8v)
- 19. Evergrey – Monday Morning Apocalypse (2006-03-09, 2v)
- 19. Fatboy – Babas Bilar EP (2006-04-13, 1v)
- 19. Depeche Mode – John The Revelator (2006-06-15, 5v)
- 19. Beyoncé – Irreplaceable (2006-10-19, 19v)
- 19. Agnes – Champion (2006-11-09, 12v)
- 19. Red Hot Chili Peppers – Snow ((Hey Oh)) (2006-11-30, 14v)
- 20. Arash – Arash (2006-01-26, 8v)
- 20. Whyte Seeds – Bold As Love (2006-02-09, 4v)
- 20. Depeche Mode – Suffer Well (2006-04-06, 5v)
- 20. Maria Marcus – Music Is (2006-07-06, 3v)
- 20. Morrissey – In The Future When All's Well (2006-09-21, 1v)
- 20. Dixie Chicks – Not Ready To Make Nice (2006-10-12, 7v)
- 20. Gwen Stefani – Wind It Up (2006-11-23, 9v)
- 20. Robbie Williams with Pet Shop Boys – She's Madonna (2006-12-28, 19v)
- 21. Snook – Snook, svett och tårar (2006-03-09, 9v)
- 21. Marie Fredriksson – Sommaräng (2006-05-25, 9v)
- 21. Kate Ryan – Je t'adore (2006-05-25, 13v)
- 21. Psych Onation – Livin' Dead (2006-06-29, 1v)
- 21. Mihai Trăistariu – Tornero (2006-09-21, 15v)
- 21. Embassy – Including (2006-10-12, 1v)
- 21. Chris Cornell – You Know My Name (2006-12-07, 9v)
- 22. Swingfly – Something's Got Me Started (2006-02-09, 5v)
- 22. The Sounds – Song With A Mission (2006-02-23, 8v)
- 22. Magnus Andersson – Kalla drinkar och brunetter (2006-02-23, 5v)
- 22. BWO – We Could Be Heroes (2006-06-01, 17v)
- 22. Cassie – Me & U (2006-09-21, 4v)
- 22. Fergie feat. will.i.am – Fergalicious (2006-11-16, 10v)
- 22. Starclub feat. Alibi – Chiki Chiki (2006-12-14, 1v)
- 22. Kobojsarna – En sång om ingenting (2006-12-28, 12v)
- 23. Son of a Plumber – Hey Mr DJ (Won't You Play Another Love Song) (2006-02-09, 14v)
- 23. Teddy feat. Méndez – Streetlife (2006-03-09, 3v)
- 23. Jade[vem?] – Live Your Life (2006-05-25, 1v)
- 23. George Michael – An Easier Affair (2006-08-10, 7v)
- 23. Amy Diamond – Big Guns (2006-08-31, 6v)
- 23. Vincent – Vincent (2006-09-28, 3v)
- 23. Evanescence – Call Me When You're Sober (2006-09-28, 7v)
- 23. Robbie Williams – Lovelight (2006-10-26, 3v)
- 24. Nathalie – We Think It's Love (2006-02-26, 4v)
- 24. Sean Paul – Temperature (2006-05-04, 11v)
- 24. The Tough Alliance – New Waves (2006-06-01, 8v)
- 24. Jan Johansen – Röd Mustang (Remix) (2007-07-13, 11v)
- 24. Torgny Melins – Snart är det lördag igen (2007-10-12, 6v)
- 24. Danny Saucedo – Öppna din dörr (2006-11-30, 3v)
- 24. Frans – Kul med jul (2006-12-07, 3v)
- 25. Donkeyshot – Rubber Boots (2006-05-04, 1v)
- 25. Giri – Do It (2006-05-18, 1v)
- 25. LeGrand – One Quick Look (2006-06-15, 2v)
- 25. Salem Al Fakir – Dream Girl (2006-08-17, 13v)
- 25. Janet & Nelly – Call on Me (2006-09-21, 3v)
- 25. Kim Wilde – You Came (2006-09-28, 4v)
- 25. Chamillionaire feat. Krayzie Bone – Ridin' (2006-10-12, 8v)
- 25. James Morrison – You Give Me Something (2006-10-26, 7v)
- 25. David Guetta vs. The Egg – Love, Don't Let Me Go (Walking Away) (2006-11-23, 10v)
- 25. Basshunter vs. Patrik och Lillen – Vifta med händerna (2006-11-30, 12v)
- 26. Natacha & Brinken feat. Zlim – TNT (2006-02-09, 1v)
- 26. Tomas Andersson Wij – En hel värld inom mig (2006-02-26, 1v)
- 26. Morrissey – The Youngest Was The Most Loved (2006-06-15, 2v)
- 26. Anna Vissi – Everything (2007-07-13, 8v)
- 26. Bes feat. Linda Pira – Ain't Good Enough (Bonita Señorita) (2006-07-20, 1v)
- 26. Daniel Lindström – Nån slags verklighet (2006-08-17, 13v)
- 26. My Chemical Romance – Welcome To The Black Parade (2006-10-12, 17v)
- 26. Pakito – Moving On Stereo (2006-11-16, 4v)
- 26. Mika – Relax (Take It Easy) (2006-11-30, 11v)
- 27. Kikki Danielsson – I dag & i morgon (2006-03-23, 2v)
- 27. Agnes – Stranded (2006-03-30, 13v)
- 27. Mon Roe – Get Away (2006-04-06, 2v)
- 27. Edith – Burn Me And Blind Me (2006-04-13, 1v)
- 27. Juanes – La camisa negra (2006-05-04, 13v)
- 27. The Pussycat Dolls – I Don't Need A Man (2006-10-12, 8v)
- 27. Mary J Blige och U2 – One (2006-10-12, 5v)
- 28. Gabriel Munck – Another Day (2006-09-28, 1v)
- 28. Cassie – Long Way 2 Go (2006-10-19, 7v)
- 28. Erik Segerstedt – I Don't Want To Be (2006-11-30, 7v)
- 29. Blind Guardian – Fly (2006-03-02, 2v)
- 29. Carola – Invincible (2006-06-22, 4v)
- 29. Cosmo4 – Peek-A-Boo (2006-06-22, 14v)
- 30. Torgny Melins – Dansbander (2006-01-26, 8v)
- 30. Kelly Clarkson – Because of You (2006-02-09, 9v)
- 30. Le Mans – Rolling the Stones (2006-03-02, 2v)
- 30. Orup – Måndag-fredag (2006-10-26, 5v)
- 31. Pontare – Silverland (2006-03-23, 6v)
- 32. Sunblock feat. Robin Beck – First Time (2006-05-18, 12v)
- 32. Evan – Nobody Else Like You (2006-10-12, 1v)
- 32. Jill Johnson – Cowboy Up (2006-10-12, 6v)
- 33. Nonworkinggeneration – Faces (2006-04-20, 1v)
- 33. Håkan Hellström – Klubbland (2006-05-22, 8v)
- 33. Fedde Le Grand – Put Your Hand Up for Detroit (2006-10-12, 8v)
- 34. Mary J Blige – Be Without You (2006-02-02, 4v)
- 34. Chris Brown feat. Juelz Santana – Run It! (2006-02-16, 5v)
- 34. The Black Eyed Peas – Pump It (2006-03-23, 9v)
- 34. Lasse Lindh – Attica (2006-05-04, 2v)
- 35. Basic Element – Raise The Gain (2006-12-16, 3v)
- 35. Sonya – Etymon (2006-03-16, 2v)
- 35. Günther & The Sunshine Girls – Like Fire Tonight (2006-03-23, 4v)
- 35. Micke Syd – Du och jag och Glenn Hysén (2006-06-08, 6v)
- 35. Jay-Z – Show Me What You Got (2006-11-23, 1v)
- 36. Westlife – Amazing (2006-03-09, 3v)
- 36. The Pussycat Dolls feat. Snoop Dogg – Buttons (2006-07-06, 16v)
- 36. Texas Sunseekers – Här kommer sommaren (2006-07-13, 1v)
- 36. Paris Hilton – Nothing in This World (2006-10-12, 7v)
- 36. Markus Fagervall – She Will Be Loved (2006-11-30, 3v)
- 36. Bionda feat. Linda Rosing – Forget Me, Forget Me Not (2006-12-28, 1v)
- 37. Prince – Te amo corazón (2006-01-19, 3v)
- 37. Peter Jöback – Jag blundar i solens sken (2006-06-29, 4v)
- 37. Obie Trice feat. Akon – Snitch (2006-11-09, 2v)
- 37. Ville Niskanen – Hit Me Like That (2006-11-09, 2v)
- 38. Cue – Take Me Home (2006-02-26, 5v)
- 38. Jessica Folcker – When Love's Comin' Back Again (2006-03-23, 5v)
- 38. Sebastian – Indifferent (2006-05-04, 6v)
- 38. James Blunt – Wisemen (2006-05-11, 6v)
- 38. [ingenting] – Sommardagboken (2006-05-18, 3v)
- 38. Las Ketchup – Bloody Mary (2006-05-25, 1v)
- 38. Lily Allen – Smile (2006-08-03, 8v)
- 39. The Slaves – Suicide (2006-01-19, 4v)
- 39. Electric Banana Band – Kameleont (2006-03-23, 5v)
- 39. Simple Plan – Crazy (2006-05-04, 3v)
- 39. Kelly Clarkson – Breakaway (2006-07-27, 1v)
- 39. Kelis feat. Too $hort – Bossy (2006-09-14, 4v)
- 39. BWO – Will My Arms Be Strong Enough (2006-09-21, 5v)
- 39. Salem Al Fakir – Good Song (2006-11-23, 9v)
- 39. Bosson – What If I (2006-12-21, 3v)
- 40. The Notorious B.I.G. feat. Diddy, Nelly, Jagged Edge och Avery Storm – Nasty Girl (2006-03-16, 4v)
- 40. David & The Citizens – Are You In My Blood? (2006-05-25, 2v)
- 40. Marie Serneholt – I Need a House (2006-06-15, 3v)
- 40. Madonna – Jump (2006-11-16, 2v)
- 40. Metro Jets – Jingle Jangle (Hipp Hipp TV Theme) (2006-12-14, 3v)
- 41. FC Z – Vi é FC Z (2006-01-05, 1v)
- 41. Jill Johnson – Heartbreak Hotel (2006-04-06, 6v)
- 41. Shuji To Akira – Seishun Amigo (2006-06-29, 1v)
- 41. All Saints – Rock Steady (2006-11-23, 5v)
- 42. Covenant – Ritual Noises (2006-01-26, 2v)
- 42. Hi Tack – Say Say Say (2006-02-02, 2v)
- 42. Christian Falk feat. Robyn & Ola Salo – Dream On (2006-05-11, 4v)
- 42. P!nk – Who Knew (2006-10-12, 6v)
- 43. Uniting Nations feat. Laura More – Ai no corrida (2006-03-02, 3v)
- 43. Backyard Babies – The Mess Age (How Could I Be So Wrong) (2006-04-06, 4v)
- 43. Belle – You Got Me (2006-09-14, 1v)
- 43. Pakito – Living On Video (2006-09-14, 9v)
- 44. Madrugada feat. Ane Brun – Lift Me (2006-01-26, 4v)
- 44. Hello Saferide – Long Lost Penpal (2006-02-02, 2v)
- 44. P. Diddy feat. Nicole Scherzinger – Come To Me (2006-11-02, 4v)
- 44. Papermoon Dragon – Betty (2006-11-30, 2v)
- 45. Rammstein – Mann gegen Mann (2006-03-16, 1v)
- 45. Robbie Williams – Sin Sin Sin (2006-06-01, 5v)
- 45. Michel Fuentes – One More Time (2006-10-12, 1v)
- 45. BWO – Chariots of Fire (2006-11-30, 3v)
- 46. Wit – Wit (2006-01-26, 1v)
- 46. Laleh – Forgive But Not Forget (2006-02-23, 1v)
- 46. The Concretes – Chosen One (2006-03-09, 1v)
- 46. Pax – Why This Had To Be (2006-03-30, 1v)
- 46. Jessica Andersson – Du får för dig att du förför mig (2007-07-13, 1v)
- 46. David Urwitz – Oj oj (2006-12-14, 1v)
- 47. Scooter – Apache Rocks The Bottom (2006-02-02, 1v)
- 47. Evan – Under Your Spell (2006-03-23, 2v)
- 47. Cat5 – Stretch And Bend (2006-05-11, 2v)
- 47. Primal Scream – Country Girl (2006-06-01, 3v)
- 47. Son Of A Plumber – I Like It Like That (2006-06-01, 3v)
- 47. Deportees – Damaged Goods (2006-06-22, 5v)
- 47. Magnus Bergman – Duellera (2006-08-31, 1v)
- 48. Slayer – Eternal Pyre (2006-07-06, 1v)
- 48. Hedman-Bengtzing – I gult och blått (2006-07-13, 1v)
- 48. Anna Ternheim – Girl Laying Down (2006-09-28, 2v)
- 48. Till West & DJ Delicious – Same Man (2006-10-19, 1v)
- 49. Pernilla Wahlgren – Don't Say Goodbye (2006-06-29, 2v)
- 49. The Killers – When You Were Young (2006-11-09, 2v)
- 50. Fattaru – 100:- (2006-06-22, 2v)
- 51. Nickelback – Far Away (2006-02-09, 1v)
- 51. Whitest Boy Alive – Burning/Inflation (2006-06-01, 1v)
- 51. Basshunter – Hallå där (2006-10-26, 3v)
- 52. Milky – Be My World (2006-01-12, 2v)
- 52. Jonas Hedquist – Once In A Lifetime (2006-08-24, 1v)
- 52. Pachanga – Loco (2006-09-14, 1v)
- 52. Timo Räisänen – Don't Let The Devil Ruin It All (2006-11-16, 1v)
- 52. Tingsek – World Of It's Own (2006-11-30, 1v)
- 52. Darin – Homeless (2006-12-07, 1v)
- 52. In Flames – Come Clarity (2006-12-21, 1v)
- 53. Elvis Presley – Heartbreak Hotel (2006-01-19, 1v)
- 54. Blue Lagoon – Heartbreaker (2006-02-09, 1v)
- 54. Cascada – Wouldn't It Be Good (2006-10-26, 2v)
- 54. Lordi – Would You Love A Monsterman? (2006-11-02, 1v)
- 55. Michael Bublé – Home (2006-02-23, 2v)
- 55. Niclas Wahlgren – En droppe regn (2006-03-23, 1v)
- 56. Dub Sweden – We're So Loud (2006-02-16, 1v)
- 56. Björn Rosenström & Det Jävla Bandet – Nedsprutad på andra långgatan (2006-04-27, 1v)
- 56. Sugababes – Easy (2006-11-23, 1v)
- 57. Red Hot Chili Peppers – Tell Me Baby (2006-08-10, 1v)
- 57. Gnarls Barkley – Smiley Faces (2006-10-05, 1v)
- 58. Lil' Kim – Lighters Up (2006-01-12, 1v)
- 58. Eva Dahlgren – Äventyr/EP (2006-02-16, 1v)
- 58. Hannah Graaf – Naughty Boy (2006-03-23, 1v)
- 58. Arctic Monkeys – Who The Fuck Are Arctic Monkeys? (2006-05-04, 1v)
- 58. Cherish feat. Sean Paul of The Youngbloodz – Do It To It (2006-10-05, 1v)
- 58. Shayne Ward – That's My Goal (2006-10-19, 1v)
- 59. Vapnet – Thoméegränd (2006-03-23, 1v)
- 59. Sara Löfgren – Vägen hem (2006-05-11, 1v)
- 59. Death Breath – Death Breath (2006-09-07, 1v)
- 59. Eminem feat. Nate Dogg – Shake That (2006-10-12, 2v)
- 60. The Streets – When You Wasn't Famous (2006-04-27, 1v)
- 60. Hard-Fi – Cash Machine (2006-05-04, 1v)
- 60. Sugarplum Fairy – She (2006-08-17, 1v)

## P3:s bästa låtar
Vid årsskiftet 2006/2007 höll P3:s musikredaktion en omröstning för att framställa en lista på 2006 års bästa musiksinglar:
| Nr | Låttitel                                       | Artist/grupp                                          |
| -- | ---------------------------------------------- | ----------------------------------------------------- |
| 1  | My Love                                        | Justin Timberlake feat. T.I.                          |
| 2  | Young Folks                                    | Peter Bjorn and John feat. Victoria Bergsman          |
| 3  | Crazy                                          | Gnarls Barkley                                        |
| 4  | Boy From School                                | Hot Chip                                              |
| 5  | Dream Girl                                     | Salem Al Fakir                                        |
| 6  | Traffic Jam                                    | Stephen Marley, Damien "Jr Gong" Marley & Buju Banton |
| 7  | Long Way 2 Go                                  | Cassie                                                |
| 8  | Steady As She Goes                             | The Raconteurs                                        |
| 9  | So Sick                                        | Ne-Yo                                                 |
| 10 | Längst fram i taxin                            | Snook                                                 |
| 11 | SexyBack                                       | Justin Timberlake & Timbaland                         |
| 12 | Maneater                                       | Nelly Furtado                                         |
| 13 | Roscoe                                         | Midlake                                               |
| 14 | Girl Laying Down                               | Anna Ternheim                                         |
| 15 | We Share Our Mother's Health                   | The Knife                                             |
| 16 | Fidelity                                       | Regina Spektor                                        |
| 17 | Ge mig                                         | Ison & Fille                                          |
| 18 | Take A Chance                                  | The Magic Numbers                                     |
| 19 | I Don't Feel Like Dancin'                      | Scissor Sisters                                       |
| 20 | What You Know                                  | T.I.                                                  |
| 21 | Come Around                                    | Collie Budz                                           |
| 22 | Marble House                                   | The Knife                                             |
| 23 | Yeah Yeah Yeah Song                            | Flaming Lips                                          |
| 24 | Hips Don't Lie                                 | Shakira & Wyclef Jean                                 |
| 25 | Another Station                                | Lindström                                             |
| 26 | Long Way Around                                | Dixie Chicks                                          |
| 27 | Every Word                                     | Tyken & Awa Manneh                                    |
| 28 | Mona Lisa's Child                              | Keith                                                 |
| 29 | Standing In The Way Of Control                 | Gossip                                                |
| 30 | We're From Barcelona                           | I'm From Barcelona                                    |
| 31 | Let's Make Love And Listen To Death From Above | CSS                                                   |
| 32 | Song For The Songs                             | The Concretes                                         |
| 33 | Ankle Injuries                                 | Fujiya & Miyagi                                       |
| 34 | Pop The Glock                                  | Uffie                                                 |
| 35 | Smile                                          | Lily Allen                                            |
| 36 | Chosen One                                     | Jaheim                                                |
| 37 | Don't Move To Finland                          | Deltahead                                             |
| 38 | Relevee                                        | Delia Gonzales & Gavin Russom                         |
| 39 | Promiscuous                                    | Nelly Furtado & Timbaland                             |
| 40 | Good Song                                      | Salem Al Fakir                                        |
| 41 | Verily                                         | Merz                                                  |
| 42 | Heading For Decapitation                       | Death Breath                                          |
| 43 | Silly Crimes                                   | The Tough Alliance                                    |
| 44 | I'm Bad                                        | Rick Ross                                             |
| 45 | Kelly                                          | Van She                                               |
| 46 | Through The Evening Through The Snow           | Andreas Mattson                                       |
| 47 | Kick, Push                                     | Lupe Fiasco                                           |
| 48 | The Youngest Was The Most Loved                | Morrissey                                             |
| 49 | Emergency                                      | Max Peezay                                            |
| 50 | Dying In Africa                                | Nicolas Makelberge                                    |

## Jazz
- Karl-Martin Almqvist – Double Door[176]
- Blåeld – Aurora
- Torbjörn Carlsson, Björn J:son Lindh, Ted Ström – Vinterhamn
- Chick Corea – The Ultimate Adventure[177]
- Eddie Daniels – Brief Encounter
- Michael Franks – Rendezvous in Rio
- Gordon Goodwin's Big Phat Band – The Phat Pack
- The Idea of North – The Gospel Project
- Keith Jarrett – The Carnegie Hall Concert
- Diana Krall – From This Moment On
- Jeanette Lindström – Whistling Away the Dark
- Lovisa – That Girl!
- Brad Mehldau – House on Hill
- Brad Mehldau & Renée Fleming – Love Sublime
- Pat Metheny & Brad Mehldau – Metheny/Mehldau[178]
- James Morrison – Gospel Collection Volume II
- Madeleine Peyroux – Half the Perfect World[179]
- The Rippingtons – 20th Anniversary
- Anders Widmark – Waiting for a Train
- Maria Winther – Dreamsville[180]
- World Saxophone Quartet – Political Blues
- Mats Öberg – In the Moment[181]

## Klassisk musik
- Alla Pavlova – Symphony No. 5
- Steve Reich – Daniel Variations
- Behzad Ranjbaran – Persian Trilogy
- Marijn Simons – Symphony No. 2, Op. 33
- Karlheinz Stockhausen - Klang (Stockhausen)#Third Hour

## Avlidna

### Januari
- 1 januari – Bryan Harvey, 49, amerikansk sångare och gitarrist i House of Freaks.[182]
- 6 januari – Lou Rawls, 72, amerikansk jazz- och bluessångare.[183]
- 18 januari – Östen Warnerbring, 71, svensk artist.[184]
- 19 januari – Dave Lepard (David Hellman), 25, svensk sångare i Crashdïet.[185]
- 19 januari – Wilson Pickett, 64, amerikansk sångare.[186]
- 22 januari – Janette Carter, 82, amerikansk musiker i Carter Family.[187]
- 22 januari – Rick van der Linden, 59, nederländsk keyboardist i Ekseption.

### Februari
- 3 februari – Romano Mussolini, 78, italiensk jazzpianist.[188]
- 10 februari – J Dilla, 32, amerikansk rappare och producent.[189]
- 14 februari – Putte Wickman, 81, svensk jazzmusiker.[190]
- 14 februari – Shoshana Damari, 83, israelisk sångare.
- 17 februari – Olav Wernersen, 69, norsk-svensk musiker.
- 25 februari – Thomas Koppel, 61, dansk musiker och kompositör i Savage Rose.[191]

### Mars
- 1 mars – Johnny Jackson, 54, amerikansk trumslagare i The Jackson 5.[192]
- 7 mars – Ali Farka Touré, 66, malisk sångare och gitarrist.[193]
- 9 mars – Henrik Johansson, 28, svensk gitarrist i Apostasy.[194]
- 10 mars – Anna Moffo, 75, amerikansk operasångerska.[195]
- 17 mars – Professor X the Overseer, 49, amerikansk rappare.[196]
- 23 mars – Pio Leyva, 88, kubansk sångare och kompositör i Buena Vista Social Club.[197]
- 23 mars – Cindy Walker, 87, amerikansk sångare och låtskrivare.[198]
- 25 mars – Buck Owens, 76, amerikansk sångare och gitarrist.[199]
- 26 mars – Nikki Sudden, 49, brittisk sångare och kompositör.[200]

### April
- 5 april – Gene Pitney, 65, amerikansk sångare och låtskrivare.[201]
- 11 april – June Pointer, 52, amerikansk sångare i The Pointer Sisters.[202]
- 11 april – Proof, 35, amerikansk rappare i D12.[203]
- 19 april – Ztephan Dark, 39, svensk gitarrist i Satanic Slaughter.[204]
- 24 april – Erik Bergman, 94, finländsk kompositör.[205]
- 29 april – Bengt Haslum, 82, svensk kompositör och radioprofil.[206]

### Maj
- 2 maj – Lars-Erik Jonsson, 46, svensk operasångare.[207]
- 6 maj – Grant McLennan, 48, australiensk gitarrist och sångare i The Go-Betweens.[208]
- 7 maj – Steve Bender, 60, tysk producent och musiker i Dschinghis Khan.[209]
- 15 maj – Cheikha Rimitti, 83, algerisk sångare.[210]
- 25 maj – Desmond Dekker, 64, jamaicansk artist.[211]

### Juni
- 6 juni – Billy Preston, 69, amerikansk keyboardist.[212]
- 6 juni – Hilton Ruiz, 54, puertoransk-amerikansk jazzpianist.[213]
- 12 juni – György Ligeti, 83, ungersk-österrikisk tonsättare.[214]

### Juli
- 3 juli – Lorraine Hunt Lieberson, 52, amerikansk operasångerska.[215]
- 7 juli – Syd Barrett, 60, brittisk gitarrist och sångare i Pink Floyd.[216]
- 8 juli – June Allyson, 88, amerikansk skådespelare och sångare.[217]
- 9 juli – Milan Williams, 58, amerikansk keyboardist i Commodores.[218]
- 11 juli – Bill Miller, 91, amerikansk jazzpianist.[219]

### Augusti
- 2 augusti – Elisabeth Schwarzkopf, 90, tysk operasångerska.[220]
- 3 augusti – Arthur Lee, 61, amerikansk gitarrist och sångare i Love.[221]
- 16 augusti – Jon Nödtveidt, 31, svensk gitarrist och sångare i Dissection.[222]
- 23 augusti – Maynard Ferguson, 78, kanadensisk jazztrumpetare.[223]
- 27 augusti – Jesse Pintado, 37, mexikansk-amerikansk gitarrist i Napalm Death.[224]
- 27 augusti – Christer Petterson, 63, svensk trumslagare i Hep Stars.[225]

### September
- 5 september – Astrid Varnay, 88, svensk-amerikansk operasångerska.[226]
- 19 september – Danny Flores, 77, amerikansk saxofonist och kompositör i The Champs.[227]
- 23 september – Malcolm Arnold, 84, brittisk tonsättare.[228]
- 28 september – Jan Werner Danielsen, 30, norsk sångare.[229]

### Oktober
- 14 oktober – Freddy Fender, 69, amerikansk sångare.[230]
- 18 oktober – Anna Russell, 94, brittisk operasångerska och komiker.[231]
- 21 oktober – Sandy West, 47, amerikansk trumslagare i The Runaways.[232]
- 23 oktober – Lebo Mathosa, 29, sydafrikansk sångerska.[233]

### November
- 1 november – Silvio Varviso, 82, schweizisk dirigent.[234]
- 8 november – Basil Poledouris, 61, amerikansk filmmusikkompositör.[235]
- 10 november – Gerald Levert, 40, amerikansk sångare i Levert.[236]
- 17 november – Ruth Brown, 78, amerikansk sångerska.[237]
- 21 november – Robert Lockwood Jr., 91, amerikansk gitarrist.[238]
- 23 november – Anita O'Day, 87, amerikansk jazzsångerska.[239]
- 24 november – Juice Leskinen, 56, finländsk sångare, kompositör och författare.[240]
- 25 november – Valentín Elizalde, 27, mexikansk sångare.[241]

### December
- 2 december – Mariska Veres, 59, nederländsk sångerska i Shocking Blue.[242]
- 14 december – Ahmet Ertegün, 83, turk-amerikansk skivbolagschef för Atlantic Records.[243]
- 14 december – Sivuca, 76, brasiliansk kompositör och instrumentalist.[244]
- 17 december – Denis Payton, 63, brittisk saxofonist i The Dave Clark Five.[245]
- 25 december – James Brown, 73, amerikansk artist.[246]
- 30 december – Ortrud Mann, 89, svensk dirigent.[247]

### Fotnoter
1. 1 2 3   När Var Hur 2007. DN
2. ↑  ”Uselt, Oasis!”. Aftonbladet. 27 januari 2006. https://www.aftonbladet.se/nojesbladet/musik/a/7l3MxB/uselt-oasis. Läst 2 augusti 2023.
3. ↑  ”Poplight – Melodifestivalen”. Arkiverad från originalet den 25 maj 2012. https://archive.is/20120525103406/http://poplight.zitiz.se/melodifestivalen/2006. Läst 1 januari 2011.
4. ↑  ”Skål, Moz!”. Aftonbladet. 2 april 2006. https://www.aftonbladet.se/nojesbladet/musik/a/l1wyjo/skal-moz. Läst 2 augusti 2023.
5. ↑  ”Webben.se 25 mars 2010 – Thor Görans gör comeback”. Arkiverad från originalet den 18 augusti 2010. https://web.archive.org/web/20100818133206/http://www.webben7.se/1824-thorgorans_gor_comeback.aspx. Läst 27 augusti 2010.
6. ↑  ”Il Divo”. Expressen. 24 april 2006. https://www.expressen.se/noje/recensioner/musik/il-divo/. Läst 3 augusti 2023.
7. ↑  anonymous (undated). ”Thanks Jimi Festival 2006” (på Polish and English). cichonski.art.pl. Arkiverad från originalet den 31 mars 2008. https://web.archive.org/web/20080331070535/http://www.cichonski.art.pl/i_fl_en.htm. Läst 15 april 2008.
8. ↑  ”Poplight – Eurovision Song Contest”. Arkiverad från originalet den 22 augusti 2010. https://web.archive.org/web/20100822132616/http://poplight.zitiz.se/eurovision-song-contest/2006. Läst 1 januari 2011.
9. ↑  Karlheinz Stockhausen, 2006 Stockhausen-Kurse Kürten: Programm zu den Interpretations- und Kompositionskursen und Konzerten der Musik von / Programme for the Interpretation and Composition Courses and Concerts of the Music of Karlheinz Stockhausen, 8. Juli bis 16. Juli 2006 in Kürten / from July 8th to 16th 2006 in Kuerten (Kürten: Stockhausen-Verlag, 2006), 19 & 39.
10. ↑  ”Sympatisk men tjatig gubbfunk”. Svenska Dagbladet. 5 september 2006. https://www.svd.se/a/cf1d32db-69d0-358f-a5e0-c23e26c08f9b/sympatisk-men-tjatig-gubbfunk. Läst 3 augusti 2023.
11. ↑  ”Lordi - Annexet, Stockholm”. Expressen. 17 september 2006. https://www.expressen.se/noje/recensioner/musik/lordi-annexet-stockholm-9/. Läst 3 augusti 2023.
12. ↑  Dansbandsbloggen 14 oktober 2006 – Tack för allt, Boogart Arkiverad 20 augusti 2010 hämtat från the Wayback Machine.
13. ↑  unattributed (updated 18.04.2008). ”Justin Timberlake”. mariah-charts.com. http://www.mariah-charts.com/chartdata/PJustinTimberlake.htm. Läst 19 april 2008.
14. ↑  ”Keane - Annexet, Stockholm”. Expressen. 13 november 2006. https://www.expressen.se/noje/recensioner/musik/keane-annexet-stockholm-9/. Läst 3 augusti 2023.
15. ↑  Borges, Mario Mesquita (Allmusic) (2007). ”Snow Patrol”. Nielsen Business Media, Inc. Arkiverad från originalet den 13 april 2008. https://web.archive.org/web/20080413103702/http://www.billboard.com/bbcom/bio/index.jsp?pid=306432. Läst 19 april 2008.
16. ↑  Ninna Bengtsson (1 december 2006). ”Markus Fagervall årets Idol”. Dagens nyheter. http://www.dn.se/kultur-noje/markus-fagervall-arets-idol/. Läst 18 juli 2015.
17. ↑  ”Aftonbladet”. 17 december 2006. http://www.aftonbladet.se/nojesbladet/musik/article11017646.ab. Läst 8 juli 2011.
18. ↑  Dansbandsbloggen 29 december 2006 – "Inte en dag utan dig" blev Årets Kalaslåt i kväll Arkiverad 23 december 2007 hämtat från the Wayback Machine.
19. ↑  Dansbandsbloggen 17 oktober 2006 – Sista dansen med Curt Haagers på nyårsafton Arkiverad 20 augusti 2010 hämtat från the Wayback Machine.
20. ↑  ”Dags för P3 Guld i både radio och TV”. SVT Nyheter. 19 januari 2006. https://www.svt.se/kultur/dags-for-p3-guld-i-bade-radio-och-tv. Läst 3 augusti 2023.
21. ↑  ”Muséechef året Jussi Björling stipendiat”. Sveriges Radio. 5 februari 2006. https://sverigesradio.se/artikel/789237. Läst 4 augusti 2023.
22. ↑  Information i Svensk mediedatabas.
23. ↑  ”Manifestgalans vinnare korade”. SVT Nyheter. 10 februari 2006. https://www.svt.se/kultur/manifestgalans-vinnare-korade. Läst 3 augusti 2023.
24. ↑  ”Göteborgsensemble vald till årets kör”. Svenska Dagbladet. 6 september 2005. https://www.svd.se/a/b3b13dcc-7b06-34c4-92be-efed24f7632b/goteborgsensemble-vald-till-arets-kor. Läst 6 augusti 2023.
25. ↑  ”Klas Lindquist är årets Alice Babs stipendiat”. Kristianstadsbladet. 17 mars 2006. https://www.kristianstadsbladet.se/familj/klas-lindquist-ar-arets-alice-babs-stipendiat/. Läst 3 augusti 2023.
26. ↑  ”Två Jazzkatter till Bobo Stenson”. Sundsvalls Tidning. 18 mars 2006. https://www.st.nu/2006-03-18/tva-jazzkatter-till-bobo-stenson. Läst 5 augusti 2023.
27. ↑  ”Ahmadu Jah får Alice Tegnér pris”. Dagens Nyheter. 23 mars 2006. https://www.dn.se/arkiv/kultur/ahmadu-jah-far-alice-tegner-pris/. Läst 3 augusti 2023.
28. ↑  ”Jubilerande Sven-Ingvars får vasst pris”. Sveriges Radio. 26 april 2006. https://sverigesradio.se/artikel/845251. Läst 5 augusti 2023.
29. ↑  ”Ulla Billquist stipendiet till Nanne Grönvall”. Kristianstadsbladet. 27 april 2006. https://www.kristianstadsbladet.se/familj/ulla-billquist-stipendiet-till-nanne-gronvall/. Läst 6 augusti 2023.
30. ↑  ”Marie Rosenmir vann dirigentpris”. Svenska Dagbladet. 5 maj 2006. https://www.svd.se/a/4a6d536b-f827-3d74-914e-00074d3c3f48/marie-rosenmir-vann-dirigentpris. Läst 5 augusti 2023.
31. ↑  ”Studentsångare instiftar nytt solistpris”. Kristianstadsbladet. 20 oktober 2005. https://www.kristianstadsbladet.se/familj/studentsangare-instiftar-nytt-solistpris/. Läst 5 augusti 2023.
32. ↑  ”Led Zeppelin tog emot polarpriset idag”. Aftonbladet. 22 maj 2006. https://www.aftonbladet.se/nojesbladet/musik/a/jPQy6z/led-zeppelin-tog-emot-polarpriset-i-dag. Läst 5 augusti 2023.
33. ↑  ”Kan vara kul om man spelar fel också”. Dagens Nyheter. 4 juni 2006. https://www.dn.se/kultur-noje/musik/kan-vara-kul-om-man-spelar-fel-ocksa/. Läst 5 augusti 2023.
34. ↑  ”Nordiskt musikpris till norsk komponist”. Svenska Dagbladet. 7 juni 2006. https://www.svd.se/a/c1287206-fab4-3419-8786-8da7c41334b9/nordiskt-musikpris-till-norsk-komponist. Läst 5 augusti 2023.
35. ↑  ”Bounce tar priset”. Svenska Dagbladet. 9 juni 2006. https://www.svd.se/a/adb9a0ea-e443-3be9-a5f6-d3726fb0a781/bounce-tar-priset. Läst 5 augusti 2023.
36. ↑  ”Ted Gärdestad stipendiet till David Wingren”. Sundsvalls Tidning. 5 juni 2006. https://www.st.nu/2006-06-05/ted-gardestad-stipendiet-till-david-wingren. Läst 5 augusti 2023.
37. ↑  ”Fredrik får årets Lars Gullin-pris”. Sveriges Radio. 3 april 2006. https://sverigesradio.se/artikel/829278. Läst 5 augusti 2023.
38. ↑  ”Minneskonsert för Birgit Nilsson”. Svenska Dagbladet. 31 maj 2006. https://www.svd.se/a/3f7d6978-eea9-328e-9cac-477260fdbd13/minneskonsert-for-birgit-nilsson. Läst 3 augusti 2023.
39. ↑  ”Dan Viktor ny Åkerströmstipendiat”. Sveriges Radio. 14 juli 2006. https://sverigesradio.se/artikel/899176. Läst 3 augusti 2023.
40. ↑  ”Ljusberg årets Vreeswijkstipendiat”. Svenska Dagbladet. 6 augusti 2006. https://www.svd.se/a/2d1ac8cd-5bf0-3b72-a277-30c971510254/ljusberg-arets-vreeswijkstipendiat. Läst 3 augusti 2023.
41. ↑  ”Första Zetterlund stipendierna utdelade”. Svenska Dagbladet. 6 september 2006. https://www.svd.se/a/2d1d34c3-64a7-3bc0-b670-ee1bce7fbc15/forsta-zetterlund-stipendierna-utdelade. Läst 5 augusti 2023.
42. ↑  ”Pianist får Jan Johansson stipendium”. Svenska Dagbladet. 14 juli 2006. https://www.svd.se/a/e6e7f56f-d8b3-3b09-92af-b393e46d6ffc/pianist-far-jan-johansson-stipendium. Läst 4 augusti 2023.
43. ↑  ”Jenny Lind-stipendiaten 2006 utsedd”. Svenska Dagbladet. 11 oktober 2006. https://www.svd.se/a/0122024c-92c2-3288-9937-c2a799bbc794/jenny-lind-stipendiaten-2006-utsedd. Läst 4 augusti 2023.
44. ↑  ”Platinagitarren till Winnerbäck”. Svenska Dagbladet. 20 oktober 2006. https://www.svd.se/a/e05e9616-5fe5-3dcf-8213-fb79f586892f/platinagitarren-till-winnerback. Läst 5 augusti 2023.
45. ↑  ”Personnytt”. Dagens Nyheter. 1 november 2006. https://www.dn.se/arkiv/familj/personnytt-1214/. Läst 6 augusti 2023.
46. ↑  ”Musikpris till Sofia Jannok”. Sveriges Radio. 10 november 2006. https://sverigesradio.se/artikel/1028949. Läst 3 augusti 2023.
47. ↑  ”Hagströmpriset till dragspelare”. Svenska Dagbladet. 9 november 2006. https://www.svd.se/a/89da9123-2fa6-3ab9-a701-d5e280b3523e/hagstrompriset-till-dragspelare. Läst 3 augusti 2023.
48. ↑  ”Varför har de valt just dig?”. Svenska Dagbladet. 16 november 2006. https://www.svd.se/a/9e48dc6e-38b7-3bcd-a7af-9f208da77bf6/varfor-har-de-valt-just-dig. Läst 5 augusti 2023.
49. ↑  ”Kyrkomusiker hyllas för arbete bland unga”. Dagen. 7 december 2006. https://www.dagen.se/kultur/2006/12/07/kyrkomusiker-hyllas-for-arbete-bland-unga/. Läst 3 augusti 2023.
50. ↑  ”Jazz i Sverige artist 2006 utsedd”. Svenska Dagbladet. 24 november 2006. https://www.svd.se/a/361c0ebf-2b51-3836-88ba-0254ee738c22/jazz-i-sverige-artist-2006-utsedd. Läst 4 augusti 2023.
51. ↑  ”Personnytt”. Dagens Nyheter. 3 december 2006. https://www.dn.se/arkiv/familj/personnytt-877/. Läst 3 augusti 2023.
52. ↑  ”Medalj till Ridel”. Sveriges Radio. 3 december 2006. https://sverigesradio.se/artikel/1071133. Läst 5 augusti 2023.
53. ↑  ”Mästare i improvisation”. Svenska Dagbladet. 22 december 2006. https://www.svd.se/a/721bdf28-ab33-3326-a917-0ee588b7eeed/mastare-i-improvisation. Läst 5 augusti 2023.
54. ↑  ”Det var inte bättre förr”. Dagens Skiva. 10 november 2006. http://dagensskiva.com/2006/11/10/christina-aguilera-back-to-basics/. Läst 31 juli 2023.
55. ↑  ”Självsäkert stjärnskott”. Svenska Dagbladet. 19 juli 2006. https://www.svd.se/a/7eb2ea1f-9a89-3625-9652-145403bc133e/sjalvsakert-stjarnskott. Läst 31 juli 2023.
56. ↑  ”All Saints - Studio 1”. Sveriges Dagblad. 22 november 2006. https://www.svd.se/a/5802e181-e13a-3a11-9e5f-11726206280d/all-saints-studio-1. Läst 31 juli 2023.
57. ↑  ”Amon Amarth”. Joyzine. 10 oktober 2006. http://joyzine.se/?p=52. Läst 31 juli 2023.
58. ↑  ”The Animal Five”. Sundsvalls Tidning. 17 juni 2006. https://www.st.nu/2006-06-17/the-animal-five. Läst 31 juli 2023.
59. ↑  ”Arctic Monkeys”. Nöjesguiden. 27 februari 2006. https://ng.se/recensioner/musik/arctic-monkeys. Läst 31 juli 2023.
60. ↑  ”Everything All The Time”. Pitchfork. 19 mars 2006. https://pitchfork.com/reviews/albums/1200-everything-all-the-time/. Läst 31 juli 2023.
61. ↑  ”Basshunter - LOL”. Expressen. 29 augusti 2006. https://www.expressen.se/noje/recensioner/musik/basshunter-lol-9/. Läst 1 augusti 2023.
62. ↑  ”Linda Bengtzing - Ingenting Att Förlora (CD)”. Discogs. https://www.discogs.com/release/5114360-Linda-Bengtzing-Ingenting-Att-Förlora. Läst 1 augusti 2023.
63. 1 2  ”Skivrecensioner, DI Weekend”. Jan Gradvall. 8 september 2006. http://www.gradvall.se/artiklar.asp?entry_id=148. Läst 1 augusti 2023.
64. ↑  ”Billy Talent - II”. Expressen. 5 juli 2006. https://www.expressen.se/noje/recensioner/musik/billy-talent-ii-9/. Läst 1 augusti 2023.
65. ↑  ”Magic Potion”. Pitchfork. 11 september 2006. https://pitchfork.com/reviews/albums/9398-magic-potion/. Läst 1 augusti 2023.
66. ↑  ”Blind Guardian”. Joyzine. 29 augusti 2006. http://joyzine.se/?p=125. Läst 1 augusti 2023.
67. ↑  ”Bo Kaspers Orkester”. Svenska Dagbladet. 27 september 2006. https://www.svd.se/a/afe34a49-7ece-3b1a-94f1-b4095d4510f2/bo-kaspers-orkester. Läst 1 augusti 2023.
68. ↑  ”Från total misär till målande bilder”. Aftonbladet. 20 september 2006. https://www.aftonbladet.se/nojesbladet/musik/a/0Epj3o/fran-total-misar-till-malande-bilder. Läst 1 augusti 2023.
69. 1 2 3  ”Skivrecensioner, DI Weekend”. Jan Gradvall. 21 april 2006. http://www.gradvall.se/artiklar.asp?entry_id=102. Läst 1 augusti 2023.
70. ↑  ”Camera Obscura”. Svenska Dagbladet. 7 juni 2006. https://www.svd.se/a/4d03216c-1df0-3344-8267-c00cd163385d/camera-obscura. Läst 1 augusti 2023.
71. ↑  ”Jarvis Cocker”. Nöjesguiden. 30 oktober 2006. https://ng.se/recensioner/musik/jarvis-cocker. Läst 1 augusti 2023.
72. ↑  ”Helheten”. Dagens Skiva. 21 april 2006. http://dagensskiva.com/2006/04/21/cannibal-corpse-kill/. Läst 1 augusti 2023.
73. 1 2  ”Skivrecensioner, DI Weekend”. Jan Gradvall. 5 maj 2006. http://www.gradvall.se/artiklar.asp?entry_id=106. Läst 1 augusti 2023.
74. ↑  ”Rosanne Cash”. Svenska Dagbladet. 25 januari 2006. https://www.svd.se/a/1fbd5a8a-b74e-3b0e-9af7-308fd70b8bbb/rosanne-cash. Läst 1 augusti 2023.
75. ↑  ”Shirley Clamp - Favoriter på svenska”. Expressen. 17 maj 2006. https://www.expressen.se/noje/recensioner/musik/shirley-clamp-favoriter-pa-svenska-9/. Läst 1 augusti 2023.
76. ↑  ”In Colour”. Pitchfork. 26 mars 2006. https://pitchfork.com/reviews/albums/1573-in-colour/. Läst 1 augusti 2023.
77. ↑  ”Graham Coxon”. Nöjesguiden. 23 februari 2006. https://ng.se/recensioner/musik/graham-coxon. Läst 1 augusti 2023.
78. ↑  ”Cult of Luna: "Somewhere along the highway"”. Expressen. 26 april 2006. https://www.expressen.se/noje/recensioner/musik/cult-of-luna-somewhere-along-the-highway/. Läst 1 augusti 2023.
79. ↑  ”Da Buzz: "Last goodbye"”. Expressen. 15 mars 2006. https://www.expressen.se/noje/recensioner/musik/da-buzz-last-goodbye/. Läst 1 augusti 2023.
80. ↑  ”Darin - Break the news”. Svenska Dagbladet. 22 november 2006. https://www.svd.se/a/8ee55419-58bc-3237-a4e0-fb7880ac0a61/darin-break-the-news. Läst 1 augusti 2023.
81. ↑  ”Ray Davies”. Nöjesguiden. 23 februari 2006. https://ng.se/recensioner/musik/ray-davies. Läst 1 augusti 2023.
82. ↑  ”Dismember”. Svenska Dagbladet. 25 januari 2006. https://www.svd.se/a/8ddf6603-ca68-3d16-8f5a-7243fc7ef72b/dismember. Läst 1 augusti 2023.
83. 1 2  ”Skivrecensioner, DI Weekend”. Jan Gradvall. 25 augusti 2006. http://www.gradvall.se/artiklar.asp?entry_id=140. Läst 1 augusti 2023.
84. ↑  ”Eamon: Love & Pain”. Kristianstadsbladet. 24 november 2006. https://www.kristianstadsbladet.se/skivrecensioner/eamon-love-pain/. Läst 1 augusti 2023.
85. ↑  ”Lisa Ekdahl: Pärlor av glas”. Expressen. 18 januari 2006. https://www.expressen.se/noje/recensioner/musik/lisa-ekdahl-parlor-av-glas/. Läst 2 augusti 2023.
86. ↑  ”El Perro Del Mar”. Pitchfork. 7 juni 2006. https://pitchfork.com/reviews/albums/9087-el-perro-del-mar/. Läst 2 augusti 2023.
87. ↑  ”Erasure: "Union Street"”. Expressen. 12 april 2006. https://www.expressen.se/noje/recensioner/musik/erasure-union-street/. Läst 1 augusti 2023.
88. ↑  ”Ali Farka Touré”. Svenska Dagbladet. 16 augusti 2006. https://www.svd.se/a/7fb2d4be-3b9c-39ff-8b32-ddb57e819cec/ali-farka-toure. Läst 1 augusti 2023.
89. ↑  ”Fergie”. Svenska Dagbladet. 20 september 2006. https://www.svd.se/a/8582b3db-d57b-3b04-8dde-f541346e8ec9/fergie. Läst 1 augusti 2023.
90. 1 2 3  ”Skivrecensioner, DI Weekend”. Jan Gradvall. 31 mars 2006. http://www.gradvall.se/artiklar.asp?entry_id=95. Läst 1 augusti 2023.
91. ↑  Dimery, Robert. 1001 Album du måste höra innan du dör. sid. 941. Läst 1 augusti 2023
92. ↑  ”Nelly Furtado”. Nöjesguiden. 28 juni 2006. https://ng.se/recensioner/musik/nelly-furtado. Läst 1 augusti 2023.
93. ↑  ”Charlotte Gainsbourg”. Svenska Dagbladet. 13 september 2006. https://www.svd.se/a/1d97ee46-0164-3888-887e-bfd0334f91bb/charlotte-gainsbourg. Läst 1 augusti 2023.
94. ↑  ”David Gilmour: "On an island"”. Expressen. 8 mars 2006. https://www.expressen.se/noje/recensioner/musik/david-gilmour-on-an-island/. Läst 1 augusti 2023.
95. ↑  ”The Sound of Girls Aload”. Pitchfork. 14 december 2006. https://pitchfork.com/reviews/albums/11892-the-sound-of-girls-aloud-overloaded/. Läst 1 augusti 2023.
96. ↑  ”Gnarls Barkley”. Nöjesguiden. 24 maj 2006. https://ng.se/recensioner/musik/gnarls-barkley. Läst 1 augusti 2023.
97. ↑  ”Goo Goo Dolls: "Let Love In"”. Expressen. 26 april 2006. https://www.expressen.se/noje/recensioner/musik/goo-goo-dolls-let-love-in/. Läst 1 augusti 2023.
98. ↑  ”Staffan Hellstrand”. Svenska Dagbladet. 22 februari 2006. https://www.svd.se/a/3a6377c8-be78-33cb-ac23-8fa5bd4389d9/staffan-hellstrand. Läst 1 augusti 2023.
99. ↑  ”Paris Hilton”. Nöjesguiden. 5 september 2006. https://ng.se/recensioner/musik/paris-hilton. Läst 1 augusti 2023.
100. ↑  ”I'm From Barcelona”. Nöjesguiden. 26 april 2006. https://ng.se/recensioner/musik/im-barcelona. Läst 2 augusti 2023.
101. ↑  ”In Flames: Come Clarity”. Expressen. 1 februari 2006. https://www.expressen.se/noje/recensioner/musik/in-flames-come-clarity/. Läst 2 augusti 2023.
102. ↑  ”Iron Maiden”. Svenska Dagbladet. 30 augusti 2006. https://www.svd.se/a/b7f943f3-657f-3f70-83cc-40bfb9167708/iron-maiden. Läst 2 augusti 2023.
103. ↑  ”Patrik Isaksson”. Svenska Dagbladet. 17 maj 2006. https://www.svd.se/a/d6e30f8d-739e-38b8-8586-9f7d4f1c006e/patrik-isaksson. Läst 2 augusti 2023.
104. ↑  ”Jagged Edge”. Svenska Dagbladet. 31 maj 2006. https://www.svd.se/a/dc9a34ce-5749-36ac-bdc6-6084bcfbb24a/jagged-edge. Läst 2 augusti 2023.
105. ↑  ”Elton John”. Svenska Dagbladet. 26 september 2006. https://www.svd.se/a/b7776d8d-277c-3b5f-8b9d-79bdd0ecea50/elton-john. Läst 2 augusti 2023.
106. ↑  Jill Johnsons diskografi – The Woman I've Become Arkiverad 13 augusti 2010 hämtat från the Wayback Machine.
107. ↑  ”Katalonia”. Svenska Dagbladet. 15 mars 2006. https://www.svd.se/a/1bc66ab1-73b8-3554-ad9e-eacd3040c9f0/katatonia. Läst 2 augusti 2023.
108. ↑  ”Det luktar världsdominans”. Aftonbladet. 5 april 2006. https://www.aftonbladet.se/nojesbladet/musik/a/G1yLqQ/det-luktar-varldsdominans. Läst 2 augusti 2023.
109. ↑  ”Killers”. Nöjesguiden. 29 september 2006. https://ng.se/recensioner/musik/killers-0. Läst 2 augusti 2023.
110. ↑  ”The Knife”. Sydsvenskan. 15 februari 2006. https://www.sydsvenskan.se/2006-02-15/the-knife. Läst 2 augusti 2023.
111. ↑  ”Krall visar brett register”. Svenska Dagbladet. 13 september 2006. https://www.svd.se/a/b470b408-fde5-3f70-8cef-827ff3c227e8/krall-visar-brett-register. Läst 2 augusti 2023.
112. ↑  ”Kris Kristofferson: This Old Road”. Expressen. 3 mars 2006. https://www.expressen.se/noje/recensioner/musik/kris-kristofferson-this-old-road/. Läst 2 augusti 2023.
113. ↑  ”Laleh”. Barometern. 22 december 2006. https://www.barometern.se/skivor/laleh-3/. Läst 2 augusti 2023.
114. ↑  ”Tomas Ledin - Plektrum”. Expressen. 14 juni 2006. https://www.expressen.se/noje/recensioner/musik/tomas-ledin-plektrum-9/. Läst 2 augusti 2023.
115. ↑  ”Liars”. Svenska Dagbladet. 22 februari 2006. https://www.svd.se/a/b6649699-fcc6-32f3-9006-5d76ba8db2a3/liars. Läst 2 augusti 2023.
116. ↑  ”Krister Linder - Songs from the silent years”. Zero Magazine. https://zeromagazine.nu/2006/09/02/krister-linder-songs-from-the-silent-years/. Läst 2 augusti 2023.
117. ↑  ”Veronica Maggio - Vatten & bröd”. Expressen. 5 september 2006. https://www.expressen.se/noje/recensioner/musik/veronica-maggio-vatten--brod-9/. Läst 2 augusti 2023.
118. ↑  ”Matchbook Romance”. Joyzine. 21 februari 2006. http://joyzine.se/?p=643. Läst 2 augusti 2023.
119. ↑  ”Matisyahu”. Svenska Dagbladet. 31 maj 2006. https://www.svd.se/a/1d9f8561-f9ba-3ff8-9ba0-bd84e28d3497/matisyahu. Läst 2 augusti 2023.
120. ↑  ”Meat Loaf”. Svenska Dagbladet. 25 oktober 2006. https://www.svd.se/a/81008d1c-874e-3d65-b29d-23b162e33335/meat-loaf. Läst 2 augusti 2023.
121. ↑  ”Melody Club - Scream”. Expressen. 8 november 2006. https://www.expressen.se/noje/recensioner/musik/melody-club-scream-9/. Läst 2 augusti 2023.
122. ↑  ”Ministry”. Svenska Dagbladet. 17 maj 2006. https://www.svd.se/a/dac7ea98-2837-38d8-a141-6dca68dbe171/ministry. Läst 2 augusti 2023.
123. ↑  ”Under a billion suns”. Pitchfork. 5 mars 2006. https://pitchfork.com/reviews/albums/5495-under-a-billion-suns/. Läst 2 augusti 2023.
124. ↑  ”Mycket mumma med Muse”. Aftonbladet. 5 juli 2006. https://www.aftonbladet.se/nojesbladet/musik/a/4dB2BG/mycket-mumma-med-muse. Läst 2 augusti 2023.
125. ↑  ”My Chemical Romance”. Svenska Dagbladet. 1 november 2006. https://www.svd.se/a/01796cb8-2eef-3f4d-8bc9-6c6229c3801b/my-chemical-romance. Läst 2 augusti 2023.
126. ↑  ”New York Dolls”. Svenska Dagbladet. 16 augusti 2006. https://www.svd.se/a/176ad5a4-764d-39d3-98f3-c6a04c92dfb9/new-york-dolls. Läst 2 augusti 2023.
127. ↑  ”Wolves in wolves clothing”. Pitchfork. 26 maj 2006. https://pitchfork.com/reviews/albums/9054-wolves-in-wolves-clothing/. Läst 2 augusti 2023.
128. ↑  ”Nåra - Om”. Svenska Dagbladet. 4 oktober 2006. https://www.svd.se/a/e94688c7-8955-3cdc-a978-4a77b5f3b4a3/nara-om. Läst 2 augusti 2023.
129. ↑  ”Styrkan finns i bristen på utveckling”. Aftonbladet. 15 november 2006. https://www.aftonbladet.se/nojesbladet/musik/a/J1OxRX/styrkan-finns-i-bristen-pa-utveckling. Läst 2 augusti 2023.
130. ↑  ”Anne Sofie von Otter sjunger Benny Andersson”. Svenska Dagbladet. 30 augusti 2006. https://www.svd.se/a/efd8d070-6003-389f-814f-a571abf13e75/anne-sofie-von-otter-sjunger-benny-andersson. Läst 2 augusti 2023.
131. ↑  ”Helena Paparizou: The Game of Love”. Expressen. 15 november 2006. https://www.expressen.se/noje/recensioner/musik/helena-paparizou-the-game-of-love/. Läst 2 augusti 2023.
132. ↑  ”Pearl Jam: Pearl Jam”. Expressen. 3 maj 2006. https://www.expressen.se/noje/recensioner/musik/pearl-jam-pearl-jam/. Läst 2 augusti 2023.
133. ↑  ”Charlotte Perrelli - I din röst”. Expressen. 5 juli 2006. https://www.expressen.se/noje/recensioner/musik/charlotte-perrelli-i-din-rost-9/. Läst 2 augusti 2023.
134. ↑  ”Pet Shop Boys”. Nöjesguiden. 26 april 2006. https://ng.se/recensioner/musik/pet-shop-boys-0. Läst 2 augusti 2023.
135. ↑  ”Peter Bjorn and John”. Svenska Dagbladet. 24 maj 2006. https://www.svd.se/a/a792bc18-23b9-3bba-b43a-95f9291e48ca/peter-bjorn-and-john. Läst 2 augusti 2023.
136. ↑  ”Phoenix”. Nöjesguiden. 26 april 2006. https://ng.se/recensioner/musik/phoenix-0. Läst 2 augusti 2023.
137. ↑  ”Grymt, Pink - men skippa allt trams”. Expressen. 26 oktober 2006. https://www.expressen.se/nyheter/grymt-pink-men-skippa-allt-trams-9/. Läst 2 augusti 2023.
138. ↑  ”The Pipettes”. Svenska Dagbladet. 19 juli 2006. https://www.svd.se/a/59c085f8-2400-3f89-9c8a-d0c9792e54a5/the-pipettes. Läst 2 augusti 2023.
139. ↑  ”Placebo: Meds”. Expressen. 15 mars 2006. https://www.expressen.se/noje/recensioner/musik/placebo-meds/. Läst 2 augusti 2023.
140. ↑  ”Poodles: Metal Will Stand Tall”. Expressen. 10 maj 2006. https://www.expressen.se/noje/recensioner/musik/poodles-metal-will-stand-tall/. Läst 2 augusti 2023.
141. ↑  ”The Raconteurs”. Nöjesguiden. 26 april 2006. https://ng.se/recensioner/musik/raconteurs. Läst 2 augusti 2023.
142. ↑  ”Nina Ramsby & Martin Hederos”. Svenska Dagbladet. 11 oktober 2006. https://www.svd.se/a/2531b26b-aefd-3988-b26e-a798373580f7/nina-ramsby-martin-hederos. Läst 2 augusti 2023.
143. ↑  ”Ranarim: Morgonstjärna”. Kristianstadsbladet. 20 oktober 2006. https://www.kristianstadsbladet.se/skivrecensioner/ranarim-morgonstjarna/. Läst 2 augusti 2023.
144. ↑  ”Red Hot Chili Peppers”. Svenska Dagbladet. 10 maj 2006. https://www.svd.se/a/bc57b371-212f-345a-8888-ac5cc3020d40/red-hot-chili-peppers. Läst 2 augusti 2023.
145. ↑  ”A Girl Like Me”. Rolling Stone. 26 maj 2006. https://www.rollingstone.com/music/music-album-reviews/a-girl-like-me-255278/. Läst 2 augusti 2023.
146. ↑  ”Scissor Sisters”. Nöjesguiden. 27 september 2006. https://ng.se/recensioner/musik/scissor-sisters-0. Läst 2 augusti 2023.
147. ↑  ”Sebastian: Sebastian”. Expressen. 1 mars 2006. https://www.expressen.se/noje/recensioner/musik/sebastian-sebastian/. Läst 2 augusti 2023.
148. ↑  ”Frida Selander”. Groove. http://groove.se/site/recension.asp?recId=763&mediumId=1. Läst 2 augusti 2023.
149. ↑  ”Sepultura: Dante XXI”. Expressen. 22 mars 2006. https://www.expressen.se/noje/recensioner/musik/sepultura-dante-xxi/. Läst 2 augusti 2023.
150. ↑  ”Snow Patrol”. Svenska Dagbladet. 3 maj 2006. https://www.svd.se/a/67c9c558-9792-333c-b456-45069a8adcb8/snow-patrol. Läst 2 augusti 2023.
151. ↑  ”Sonic Youth”. Nöjesguiden. 28 juni 2006. https://ng.se/recensioner/musik/sonic-youth-2. Läst 2 augusti 2023.
152. ↑  ”The Sounds: Dying to say this to you”. Expressen. 15 mars 2006. https://www.expressen.se/noje/recensioner/musik/the-sounds-dying-to-say-this-to-you/. Läst 2 augusti 2023.
153. 1 2 3  ”Skivrecensioner, DI Weekend”. Jan Gradvall. 3 februari 2006. http://www.gradvall.se/artiklar.asp?entry_id=68. Läst 2 augusti 2023.
154. ↑  ”The Charm”. Pitchfork. 11 april 2006. https://pitchfork.com/reviews/albums/7852-the-charm/. Läst 2 augusti 2023.
155. ↑  ”Bruce Springsteen: We shall overcome, the Seeger sessions”. Expressen. 20 april 2006. https://www.expressen.se/noje/recensioner/musik/bruce-springsteen-we-shall-overcome-the-seeger-sessions/. Läst 2 augusti 2023.
156. ↑  ”Hur tänkte de egentligen?”. Svenska Dagbladet. 2 januari 2006. https://www.svd.se/a/5a229ec7-d3ee-342e-bc03-359dd01aa91e/hur-tankte-de-egentligen. Läst 2 augusti 2023.
157. ↑  ”Sugarplum Fairy”. Svenska Dagbladet. 30 augusti 2006. https://www.svd.se/a/0c5a5db9-5c6b-3c8f-8fc7-a9d4ee6128d4/sugarplum-fairy. Läst 2 augusti 2023.
158. ↑  ”Taylor Swift”. Pitchfork. 19 augusti 2019. https://pitchfork.com/reviews/albums/taylor-swift-taylor-swift/. Läst 2 augusti 2023.
159. ↑  ”Befriande dumt angrepp på god smak”. Aftonbladet. 22 november 2006. https://www.aftonbladet.se/nojesbladet/musik/a/ka0E0Q/befriande-dumt-angrepp-pa-god-smak. Läst 2 augusti 2023.
160. ↑  ”Anna Ternheim”. Nöjesguiden. 27 september 2006. https://ng.se/recensioner/musik/anna-ternheim. Läst 2 augusti 2023.
161. ↑  ”Young Mountain”. Pitchfork. 23 augusti 2006. https://pitchfork.com/reviews/albums/9298-young-mountain/. Läst 2 augusti 2023.
162. 1 2  ”Skivrecensioner, DI Weekend”. Jan Gradvall. 15 september 2006. http://www.gradvall.se/artiklar.asp?entry_id=152. Läst 2 augusti 2023.
163. ↑  ”Viktoria Tolstoy”. Svenska Dagbladet. 20 september 2006. https://www.svd.se/a/095b67db-a85f-343c-92a4-d0fff8523fe0/viktoria-tolstoy. Läst 2 augusti 2023.
164. ↑  ”Tool: 10.000 days”. Expressen. 3 maj 2006. https://www.expressen.se/noje/recensioner/musik/tool-10-000-days/. Läst 2 augusti 2023.
165. ↑  ”TV on The Radio - Return to Cookie Mountain”. Svenska Dagbladet. 5 juli 2006. https://www.svd.se/a/2fce29ae-8d70-3c9b-8633-8887fa3a3262/tv-on-the-radio-return-to-cookie-mountain. Läst 2 augusti 2023.
166. ↑  ”Rebecka Törnqvist”. Svenska Dagbladet. 29 mars 2006. https://www.svd.se/a/fcef1db3-03ce-336b-aab2-e233304a3391/rebecka-tornqvist. Läst 2 augusti 2023.
167. ↑  ”Shayne Ward: Shayne Ward”. Expressen. 12 juli 2006. https://www.expressen.se/noje/recensioner/musik/shayne-ward-shayne-ward-9/. Läst 2 augusti 2023.
168. ↑  ”Van Morrisson - Pay The Devil”. Svenska Dagbladet. 8 mars 2006. https://www.svd.se/a/c5a03198-0d99-384c-bbd8-0d222cff7de9/van-morrison-pay-the-devil. Läst 2 augusti 2023.
169. ↑  ”Velvet Revolver - Libertad”. Svenska Dagbladet. 4 juli 2006. https://www.svd.se/a/24945ef4-5563-3edc-8bc8-6a286e0a4a51/velvet-revolver-libertad. Läst 3 augusti 2023.
170. ↑  ”West of Eden”. Svenska Dagbladet. 29 mars 2006. https://www.svd.se/a/8a63590e-20d7-3747-ba11-85537a3ef3f3/west-of-eden. Läst 3 augusti 2023.
171. ↑  ”Westlife - The Love Album”. Svenska Dagbladet. 22 november 2006. https://www.svd.se/a/334efd1e-19bb-39b3-9334-1250f04fbf29/westlife-the-love-album. Läst 3 augusti 2023.
172. ↑  ”Amy Winehouse - Back To Black”. Nöjesguiden. 29 januari 2007. https://ng.se/recensioner/musik/amy-winehouse-back-black. Läst 3 augusti 2023.
173. ↑  ”Dansbandsbloggen”. 18 december 2006. Arkiverad från originalet den 18 augusti 2010. https://web.archive.org/web/20100818181001/http://www.dansbandsbloggen.se/2006/12/wizex-comebackplatta-undgr-ingen.html. Läst 22 april 2011.
174. ↑  ”Weird Al Yankovich - Straight outta Lynwood”. Expressen. 1 november 2006. https://www.expressen.se/noje/recensioner/musik/weird-al-yankovich-straight-outta-lynwood-9/. Läst 3 augusti 2023.
175. ↑  ”Neil Young”. Nöjesguiden. 14 maj 2006. https://ng.se/recensioner/musik/neil-young-2. Läst 3 augusti 2023.
176. ↑  ”Karl Martin Almqvist & Mathias Landaeus”. Svenska Dagbladet. 24 januari 2007. https://www.svd.se/a/80c6572a-6f30-32fd-af4c-11281020e32f/karl-martin-almqvist-mathias-landaeus. Läst 31 juli 2023.
177. ↑  ”Chick Corea”. Svenska Dagbladet. 22 februari 2006. https://www.svd.se/a/0e1d797c-70c0-3bea-8ec2-1dba366f1887/chick-corea. Läst 1 augusti 2023.
178. ↑  ”Metheny Mehldau”. Svenska Dagbladet. 27 september 2006. https://www.svd.se/a/410c752c-c329-3d44-a6d7-a5315308ee9a/metheny-mehldau. Läst 2 augusti 2023.
179. ↑  ”Madeleine Peyroux”. Svenska Dagbladet. 6 september 2006. https://www.svd.se/a/72228ff1-e25b-3c17-b63f-4b14ca2c06cb/madeleine-peyroux. Läst 2 augusti 2023.
180. ↑  ”Maria Winther Dreamsville”. Svenska Dagbladet. 15 februari 2006. https://www.svd.se/a/c988fa7e-061b-38b0-9b46-1c5a5ef6df37/maria-wintherdreamsville. Läst 3 augusti 2023.
181. ↑  ”Mats Öberg”. Svenska Dagbladet. 22 mars 2006. https://www.svd.se/a/2ad50343-af4b-3918-abdd-e3871413ef48/mats-oberg. Läst 3 augusti 2023.
182. ↑  ”Mordsången är polisens spår”. Expressen. 6 januari 2006. https://www.expressen.se/nyheter/mordsangen-ar-polisens-spar/. Läst 31 juli 2023.
183. ↑  ”Soulsångaren Lou Rawls död i cancer”. Dagens Nyheter. 8 januari 2006. https://www.dn.se/kultur-noje/soulsangaren-lou-rawls-dod-i-cancer/. Läst 31 juli 2023.
184. ↑  ”Artisten Östen Warnerbring har avlidit”. SVT Nyheter. 18 januari 2006. https://www.svt.se/kultur/artisten-osten-warnerbring-har-avlidit. Läst 31 juli 2023.
185. ↑  ”Crashdïets sångare död”. Aftonbladet. 20 januari 2006. https://www.aftonbladet.se/nojesbladet/a/a2l06L/crashdiets-sangare-dod. Läst 31 juli 2023.
186. ↑  ”Soulstjärnan Pickett död”. Svenska Dagbladet. 21 januari 2006. https://www.svd.se/a/d50292b1-a495-3aa5-826d-e86ec78b383e/soulstjarnan-pickett-dod. Läst 31 juli 2023.
187. ↑  ”Janette Carter död”. Sundsvalls Tidning. 24 januari 2006. https://www.st.nu/2006-01-24/janette-carter-dod. Läst 31 juli 2023.
188. ↑  ”Romano Mussolini - Diktatorns son blev ledande jazzmusiker”. Dagens Nyheter. 11 februari 2006. https://www.dn.se/arkiv/familj/romano-mussolini-diktatorns-son-blev-ledande-jazzmusiker/. Läst 1 augusti 2023.
189. ↑  ”Hip hop-artisten J Dilla död”. Svenska Dagbladet. 14 februari 2006. https://www.svd.se/a/3caccf39-0334-32d8-8698-ea117798bf8a/hip-hop-artisten-j-dilla-dod. Läst 1 augusti 2023.
190. ↑  ”Putte Wickman död”. SVT Nyheter. 14 februari 2006. https://www.svt.se/nyheter/inrikes/putte-wickman-dod. Läst 1 augusti 2023.
191. ↑  ”Kompositören Thomas Koppel död”. Sydsvenskan. 26 februari 2006. https://www.sydsvenskan.se/2006-02-26/kompositoren-thomas-koppel-dod. Läst 1 augusti 2023.
192. ↑  ”Jackson Five-medlem knivhuggen till döds”. YLE. 4 mars 2006. https://svenska.yle.fi/a/7-652747. Läst 1 augusti 2023.
193. ↑  ”Ali Farka Touré har avlidit”. Sveriges Radio. 8 mars 2006. https://sverigesradio.se/artikel/811218. Läst 1 augusti 2023.
194. ↑  ”Fästmön högg ihjäl Henrik, 28”. Aftonbladet. 10 mars 2006. https://www.aftonbladet.se/nyheter/a/QlMAa8/fastmon-hogg-ihjal-henrik-28. Läst 1 augusti 2023.
195. ↑  ”Amerikansk operastjärna död”. Sundsvalls Tidning. 12 mars 2006. https://www.st.nu/2006-03-12/amerikansk-operastjarna-dod. Läst 1 augusti 2023.
196. ↑  ”Professor X, 49, Hip-Hop Activist and Member of the Group X-Clan, Is Dead”. The New York Times. 22 mars 2006. https://www.nytimes.com/2006/03/22/arts/music/professor-x-49-hiphop-activist-and-member-of-the-group-xclan-is.html. Läst 1 augusti 2023.
197. ↑  ”Buena Vista Social Clubs sångare död”. Dagens Nyheter. 24 mars 2006. https://www.dn.se/kultur-noje/musik/buena-vista-social-clubs-sangare-dod/. Läst 1 augusti 2023.
198. ↑  ”Obituaries: Cindy Walker, songwriter”. The New York Times. 29 mars 2006. https://www.nytimes.com/2006/03/29/arts/obituaries-cindy-walker-songwriter.html. Läst 1 augusti 2023.
199. ↑  ”Countrylegenden Buck Owens död”. SVT Nyheter. 26 mars 2006. https://www.svt.se/nyheter/inrikes/countrylegenden-buck-owens-dod. Läst 1 augusti 2023.
200. ↑  ”Nikki Sudden har avlidit”. Dagens Nyheter. 28 mars 2006. https://www.dn.se/kultur-noje/musik/nikki-sudden-har-avlidit/. Läst 1 augusti 2023.
201. ↑  ”Gene Pitney är död”. Aftonbladet. 5 april 2006. https://www.aftonbladet.se/nojesbladet/musik/a/WL05nr/gene-pitney-ar-dod. Läst 2 augusti 2023.
202. ↑  ”Syster i Pointer Sisters död”. SVT Nyheter. 13 april 2006. https://www.svt.se/kultur/syster-i-pointer-sisters-dod. Läst 2 augusti 2023.
203. ↑  ”Eminems vän sköts till döds efter gräl”. Expressen. 12 april 2006. https://www.expressen.se/noje/musik/eminems-van-skots-till-dods-efter-gral/. Läst 2 augusti 2023.
204. ↑  ”En ond kväll för en god sak”. Corren. 9 april 2016. https://corren.se/bli-prenumerant/artikel/r366nw2r/oc-bd-0kr-dp_week. Läst 2 augusti 2023.
205. ↑  ”Tonsättaren Erik Bergman död”. YLE. 24 april 2006. https://svenska.yle.fi/a/7-155592. Läst 2 augusti 2023.
206. ↑  ”Radioprofilen Bengt Haslum är död”. SVT Nyheter. 4 maj 2006. https://www.svt.se/nyheter/lokalt/stockholm/radioprofilen-bengt-haslum-ar-dod. Läst 2 augusti 2023.
207. ↑  ”Operasångaren Lars-Erik Jonsson död”. Sundsvalls Tidning. 10 maj 2006. https://www.st.nu/2006-05-10/operasangaren-lars-erik-jonsson-dod. Läst 2 augusti 2023.
208. ↑  ”Go-Betweens sångare död”. Svenska Dagbladet. 8 maj 2006. https://www.svd.se/a/cee86bb2-c05c-329e-b427-484646c2ee99/go-betweens-sangare-dod. Läst 2 augusti 2023.
209. ↑  ”Steve Bender (Dschinghis Khan) died”. ESCToday. 9 maj 2006. https://esctoday.com/6062/steve_bender_dschinghis_khan_died/. Läst 2 augusti 2023.
210. ↑  ”Raïstjärnan Cheikha Rimitti är död”. Sveriges Radio. 17 maj 2006. https://sverigesradio.se/artikel/859020. Läst 2 augusti 2023.
211. ↑  ”Reggaestjärnan Desmond Dekker död”. Dagens Nyheter. 27 maj 2006. https://www.dn.se/arkiv/kultur/reggaestjarnan-desmond-dekker-dod/. Läst 2 augusti 2023.
212. ↑  ”Billy Presten är död”. Svenska Dagbladet. 7 juni 2006. https://www.svd.se/a/0b913642-2c0c-33e2-a61c-7e3e2a1f6803/billy-preston-ar-dod. Läst 2 augusti 2023.
213. ↑  ”Jazzpianisten Hilton Ruiz död”. Dagens Nyheter. 7 juni 2006. https://www.dn.se/kultur-noje/musik/jazzpianisten-hilton-ruiz-dod/. Läst 2 augusti 2023.
214. ↑  ”Polarpristagaren György Ligeti död”. SVT Nyheter. 12 juni 2006. https://www.svt.se/nyheter/inrikes/polarpristagaren-gyorgy-ligeti-dod. Läst 2 augusti 2023.
215. ↑  ”Lorraine Hunt Lieberson”. Dagens Nyheter. 8 juli 2006. https://www.dn.se/arkiv/familj/lorraine-hunt-lieberson/. Läst 3 augusti 2023.
216. ↑  ”Pink Floyds grundare Syd Barrett död”. SVT Nyheter. 11 juli 2006. https://www.svt.se/kultur/pink-floyds-grundare-syd-barrett-dod-1. Läst 3 augusti 2023.
217. ↑  ”Skådespelerskan June Allyson död”. Sundsvalls Tidning. 11 juli 2006. https://www.st.nu/2006-07-11/skadespelerskan-june-allyson-dod. Läst 3 augusti 2023.
218. ↑  ”Commodores-medlem död”. Sundsvalls Tidning. 11 juli 2006. https://www.st.nu/2006-07-11/commodores-medlem-dod. Läst 3 augusti 2023.
219. ↑  ”Sinatras pianist död”. Svenska Dagbladet. 16 juli 2006. https://www.svd.se/a/9e48cc85-21d9-31cc-8121-25a4005424cf/sinatras-pianist-dod. Läst 3 augusti 2023.
220. ↑  ”Sopranen Elisabeth Schwarzkopf död”. Göteborgs Posten. 4 augusti 2006. https://www.gp.se/nyheter/världen/sopranen-elisabeth-schwarzkopf-död-1.1231927. Läst 3 augusti 2023.
221. ↑  ”Rockbandet Loves sångare död”. Svenska Dagbladet. 4 augusti 2006. https://www.svd.se/a/8ac1107b-337c-398d-b6ea-492a3a97331b/rockbandet-loves-sangare-dod. Läst 3 augusti 2023.
222. ↑  ”Svenske hårdrockstjärnan Jon Nödtveidt tog sitt liv”. Expressen. 19 augusti 2006. https://www.expressen.se/nyheter/svenske-hardrocksstjarnan-jon-nodtveidt-tog-sitt-liv/. Läst 3 augusti 2023.
223. ↑  ”Jazzlegendar död”. SVT Nyheter. 25 augusti 2006. https://www.svt.se/kultur/jazzlegendar-dod. Läst 3 augusti 2023.
224. ↑  ”Jesse Pintado död”. YLE. 29 augusti 2006. https://svenska.yle.fi/a/7-651069. Läst 3 augusti 2023.
225. ↑  ”Hep Stars trummis är död”. Svenska Dagbladet. 30 augusti 2006. https://www.svd.se/a/fa324cdd-575d-30bf-9cf9-e258d85a9fc4/hep-stars-trummis-ar-dod. Läst 3 augusti 2023.
226. ↑  ”Astrid Varnay”. Dagens Nyheter. 9 september 2006. https://www.dn.se/arkiv/familj/astrid-varnay-2/. Läst 5 augusti 2023.
227. ↑  ”"Tequila!"-mannen död”. Svenska Dagbladet. 25 september 2006. https://www.svd.se/a/36af18f5-702c-3068-9806-ec75678d26ba/tequila-mannen-dod. Läst 5 augusti 2023.
228. ↑  ”Kompositören Malcom Arnold död”. Dagens Nyheter. 24 september 2006. https://www.dn.se/kultur-noje/musik/kompositoren-malcolm-arnold-dod/. Läst 5 augusti 2023.
229. ↑  ”Robert Wells fick dödsbudet mitt i natten”. Expressen. 1 oktober 2006. https://www.expressen.se/noje/musik/robert-wells-fick-dodsbudet-mitt-i-natten/. Läst 5 augusti 2023.
230. ↑  ”Countrymusikern Freddy Fender död”. Svenska Dagbladet. 15 oktober 2006. https://www.svd.se/a/43a17269-e91e-3aa2-8086-fa03b79ecbc2/countrymusikern-freddy-fender-dod. Läst 5 augusti 2023.
231. ↑  ”Sopranen Anna Russel är död”. Dagens Nyheter. 21 oktober 2006. https://www.dn.se/arkiv/kultur/sopranen-anna-russell-ar-dod-3/. Läst 5 augusti 2023.
232. ↑  ”Runaways trummis Sandy West död”. Svenska Dagbladet. 24 oktober 2006. https://www.svd.se/a/063d19bc-9859-360b-b05f-0e1e80d69998/runaways-trummis-sandy-west-dod. Läst 5 augusti 2023.
233. ↑  ”Afrikansk popstjärna död i bilkrasch”. Expressen. 24 oktober 2006. https://www.expressen.se/noje/afrikansk-popstjarna-dod-i-bilkrasch/. Läst 5 augusti 2023.
234. ↑  ”Dirigenten Silvio Varviso död”. Dagens Nyheter. 2 november 2006. https://www.dn.se/kultur-noje/scen/dirigenten-silvio-varviso-dod/. Läst 5 augusti 2023.
235. ↑  ”Basil Poledouris, 61, film composer known for his bold sounds”. Los Angeles Times. 10 november 2006. https://www.latimes.com/archives/la-xpm-2006-nov-10-me-poledouris10-story.html. Läst 5 augusti 2023.
236. ↑  ”R'n'b-stjärnan Gerald Levert död”. Svenska Dagbladet. 12 november 2006. https://www.svd.se/a/6a5508d8-fba3-3d09-be11-3c46cbd359b2/rnb-stjarnan-gerald-levert-dod. Läst 5 augusti 2023.
237. ↑  ”R&B-drottningen Ruth Brown död”. SVT Nyheter. 18 november 2006. https://www.svt.se/kultur/r-och-b-drottningen-ruth-brown-dod. Läst 5 augusti 2023.
238. ↑  ”amerikansk bluespionjär död”. Sundsvalls Tidning. 23 november 2006. https://www.st.nu/2006-11-23/amerikansk-bluespionjar-dod. Läst 6 augusti 2023.
239. ↑  ”Jazzsångerskan Anita O'Day död”. Dagens Nyheter. 27 november 2006. https://www.dn.se/kultur-noje/musik/jazzsangerskan-anita-oday-dod/. Läst 6 augusti 2023.
240. ↑  ”Juice Leskinen är död”. YLE. 25 november 2006. https://svenska.yle.fi/a/7-180964. Läst 6 augusti 2023.
241. ↑  ”Knarkmaffian mördar mexikanska musiker”. Dagens Nyheter. 26 december 2007. https://www.dn.se/nyheter/varlden/knarkmaffian-mordar-mexikanska-musiker/. Läst 6 augusti 2023.
242. ↑  ”Sångerskan i Shocking Blue död”. Sydsvenskan. 15 december 2006. https://www.sydsvenskan.se/2006-12-15/sangerskan-i-shocking-blue-dod. Läst 7 augusti 2023.
243. ↑  ”Legendarisk skivbolagschef död”. Svenska Dagbladet. 15 december 2006. https://www.svd.se/a/6a66c081-ac2b-31d3-9fb2-549457852cca/legendarisk-skivbolagschef-dod. Läst 7 augusti 2023.
244. ↑  ”Instrumentalisten Sivuca är död”. Svenska Dagbladet. 19 december 2006. https://www.svd.se/a/1164d0c4-cf92-3cc1-b921-fd6e7383140a/instrumentalisten-sivuca-ar-dod. Läst 7 augusti 2023.
245. ↑  ”Denis Payton, 63, of the Dave Clark Five, Dies”. The New York Times. 20 december 2006. https://www.nytimes.com/2006/12/20/obituaries/20payton.html. Läst 7 augusti 2023.
246. ↑  ”Soulsångaren James Brown är död”. SVT Nyheter. 25 december 2006. https://www.svt.se/nyheter/inrikes/soulsangaren-james-brown-ar-dod. Läst 7 augusti 2023.
247. ↑  ”Sveriges första kvinnliga dirigent död”. Sydsvenskan. 3 januari 2007. https://www.sydsvenskan.se/2007-01-03/sveriges-forsta-kvinnliga-dirigent-dod. Läst 7 augusti 2023.